# Liste der deutschen Nummer-eins-Hits im Ausland
Dieser Artikel beinhaltet eine Aufstellung aller deutscher Musiker, die es außerhalb von Deutschland an die Spitze der dortigen offiziellen Album- und Singlecharts schafften. Alle deutschen Interpreten sind fettgedruckt, nicht fettgedruckte Interpreten sind Gastsänger aus anderen Nationen. Berücksichtigt wurden nur Länder, deren Nummer-eins-Aufstellungen in der Wikipedia selbst (Kategorie:Nummer-eins-Hits nach Land) zu finden sind (Stand: 31. Dezember 2022).
Das Album mit der längsten Verweildauer an der Chartspitze der ausländischen Charts stammt von Modern Talking. Ihr Comeback-Album Back for Good erreichte in sechs Ländern die Spitzenposition und konnte sich insgesamt 34 Wochen an Position eins platzieren. Das unbetitelte Album von Rammstein erreichte in zwölf verschiedenen Ländern die Chartspitze, in so vielen wie kein anderes. Rammstein konnte sich darüber hinaus in den meisten verschiedenen Ländern ganz oben platzieren, sie erreichten in 14 Ländern die Chartspitze. Die längste Verweildauer an der Chartspitze mit allen Alben kann ebenfalls Rammstein für sich verbuchen, die insgesamt 70 Wochen an der Spitze der ausländischen Albumcharts stand. Mit 14 Nummer-eins-Alben sind Die Amigos die Band, mit den meisten verschiedenen Alben an der Chartspitze.
Die erfolgreichste Chartsingle eines deutschen Interpreten im Ausland kommt vom Osnabrücker DJ Robin Schulz. Sein Remix von Prayer in C (im Original von Lilly Wood & the Prick) erreichte in 19 Ländern die Spitzenposition und konnte sich insgesamt 128 Wochen an Position eins platzieren. Ebenfalls über 100 Wochen an der Chartspitze konnte sich Lou Begas Sommerhit Mambo No. 5 (A Little Bit of …) an der Chartspitze platzieren. Mit 112 Wochen rangiert die Single auf Position der ewigen Rangliste. Die Single rangiert auch auf Position zwei was die Anzahl der Nummer-eins-Erfolge angeht. Mambo No. 5 (A Little Bit of …) erreichte in 14 Ländern die Spitzenposition. Ebenfalls in 14 Ländern erreichte die Remixversion zu Cheerleader (im Original von Omi) von Felix Jaehn die Spitzenposition, allerdings konnte sich die Single im Vergleich zu den 112 Wochen von Lou Begas Hit nur 85 Wochen an der Chartspitze halten. In Sachen Verkaufszahlen sind die Singles Wind of Change (Scorpions) sowie Da Da Da ich lieb dich nicht du liebst mich nicht aha aha aha (Trio) mit 14 beziehungsweise 13 Millionen verkauften Einheiten die erfolgreichsten Veröffentlichungen aus Deutschland. Wie auch bei den Alben, ist Boney M. mit 257 Wochen die Band, die sich am längsten an der Chartspitze der ausländischen Singlecharts platzieren konnte. Mit elf Tonträgern halten Boney M. ebenfalls den Rekord für die meisten unterschiedlichen Nummer-eins-Singles. Mit 19 Nationen hält Robin Schulz den Rekord für Nummer-eins-Erfolge in den meisten unterschiedlichen Ländern.

## Australien

### Alben
| Jahr | Interpret     | Titel          | Wochen | Zeitraum          |
| ---- | ------------- | -------------- | ------ | ----------------- |
| 1990 | Milli Vanilli | All or Nothing | 5      | 1. April – 5. Mai |
|      |               |                | 5      |                   |

### Singles
| Jahr | Interpret                                                 | Titel                           | Wochen | Zeitraum                                                                              |
| ---- | --------------------------------------------------------- | ------------------------------- | ------ | ------------------------------------------------------------------------------------- |
| 1945 | Lale Andersen                                             | Lili Marleen                    | 4      | 1. Januar – 31. Januar                                                                |
| 1954 | Frank Weir & His Orchestra; Obernkirchen Children’s Choir | The Happy Wanderer              | 8      | 31. Juli – 24. September                                                              |
| 1961 | Bert Kaempfert and His Orchestra                          | Wonderland by Night             | 3      | 4. Februar – 24. Februar                                                              |
| 1978 | Boney M.                                                  | Rivers of Babylon               | 6      | 10. Juli – 20. August                                                                 |
| 1978 | Boney M.                                                  | Rasputin                        | 2      | 4. Dezember – 17. Dezember                                                            |
| 1980 | Dschinghis Khan                                           | Moskau                          | 6      | 18. August – 28. September                                                            |
| 1984 | Nena                                                      | 99 Red Balloons                 | 5      | 2. April – 6. Mai                                                                     |
| 1993 | Culture Beat                                              | Mr. Vain                        | 1      | 30. Oktober – 5. November                                                             |
| 1995 | Real McCoy                                                | Another Night                   | 6      | 4. Februar – 24. März                                                                 |
| 1999 | Lou Bega                                                  | Mambo No. 5 (A Little Bit of …) | 9      | 19. September – 13. November                                                          |
| 2002 | Scooter                                                   | Ramp! The Logical Song          | 2      | 6. Oktober – 19. Oktober                                                              |
| 2015 | Omi / Felix Jaehn                                         | Cheerleader (Felix Jaehn Remix) | 3      | 26. Januar – 15. Februar                                                              |
| 2022 | Kim Petras & Sam Smith                                    | Unholy                          | 6      | 3. Oktober – 30. Oktober 12. Dezember – 18. Dezember 9. Januar 2023 – 15. Januar 2023 |
|      |                                                           |                                 | 58     |                                                                                       |

## Belgien

### Alben
| Jahr      | Interpret     | Titel      | Wochen | Zeitraum                             |
| --------- | ------------- | ---------- | ------ | ------------------------------------ |
| Flandern  |               |            |        |                                      |
| 2010      | The Baseballs | Strike!    | 1      | 5. Juni – 11. Juni                   |
| 2019      | Rammstein     | Unbetitelt | 5      | 25. Mai – 7. Juni, 29. Juni–19. Juli |
| 2022      | Rammstein     | Zeit       | 1      | 7. Mai – 13. Mai                     |
|           |               |            | 7      |                                      |
| Wallonien |               |            |        |                                      |
| 2019      | Rammstein     | Unbetitelt | 2      | 25. Mai – 7. Juni                    |
| 2022      | Rammstein     | Zeit       | 1      | 7. Mai – 13. Mai                     |
|           |               |            | 3      |                                      |

### Singles
| Jahr      | Interpret                             | Titel                                  | Wochen | Zeitraum                                         |
| --------- | ------------------------------------- | -------------------------------------- | ------ | ------------------------------------------------ |
| 1971      | Peter Maffay                          | Du                                     | 4      | 27. März – 23. April                             |
| 1971      | Peter Orloff                          | Ein Mädchen für immer                  | 1      | 26. Juni – 2. Juli                               |
| 1972      | Vicky Leandros                        | Après toi                              | 1      | 13. Mai – 19. Mai                                |
| 1973      | Freddy Breck                          | Überall auf der Welt                   | 1      | 6. Januar – 12. Januar                           |
| 1973      | Freddy Breck                          | Bianca                                 | 3      | 10. März – 30. März                              |
| 1976      | Marianne Rosenberg                    | Ich bin wie du                         | 1      | 3. April – 9. April                              |
| 1976      | Boney M.                              | Daddy Cool                             | 3      | 6. November – 26. November                       |
| 1977      | Boney M.                              | Sunny                                  | 1      | 12. Februar – 18. Februar                        |
| 1977      | Boney M.                              | Ma Baker                               | 6      | 18. Juni – 29. Juli                              |
| 1978      | Boney M.                              | Rivers of Babylon                      | 8      | 29. April – 16. Juni, 24. Juni – 30. Juni        |
| 1979      | Boney M.                              | Hooray Hooray It’s a Holi-Holiday      | 2      | 12. Mai – 25. Mai                                |
| 1980      | Goombay Dance Band                    | Sun of Jamaica                         | 2      | 10. Mai – 16. Mai, 24. Mai – 30. Mai             |
| 1980      | Roland Kaiser                         | Santa Maria                            | 7      | 27. Dezember 1980 – 13. Februar 1981             |
| 1982      | Nicole                                | Ein bißchen Frieden / Een beetje vrede | 3      | 15. Mai – 4. Juni                                |
| 1983      | Nena                                  | 99 Luftballons                         | 4      | 9. April – 6. Mai                                |
| 1983      | DÖF                                   | Codo (Düse im Sauseschritt)            | 3      | 8. Oktober – 28. Oktober                         |
| 1985      | Modern Talking                        | You’re My Heart, You’re My Soul        | 5      | 23. März – 26. April                             |
| 1989      | Milli Vanilli                         | Girl I'm Gonna Miss You                | 4      | 2. Dezember – 29. Dezember                       |
| 1990      | Matthias Reim                         | Verdammt, ich lieb’ Dich               | 5      | 27. Oktober – 30. November                       |
| 1990      | Enigma                                | Sadeness Pt. I                         | 4      | 29. Dezember 1990 – 25. Januar 1991              |
| 1991      | Scorpions                             | Wind of Change                         | 1      | 8. Juni – 14. Juni                               |
| 1992      | SNAP!                                 | Rhythm Is a Dancer                     | 2      | 20. Juni – 3. Juli                               |
| 1993      | Haddaway                              | What Is Love                           | 2      | 22. Mai – 28. Mai, 12. Juni – 18. Juni           |
| 1993      | Culture Beat                          | Mr. Vain                               | 4      | 14. August – 10. September                       |
| 1993      | Culture Beat                          | Go to Get It                           | 2      | 6. November – 19. November                       |
|           |                                       |                                        | 77     |                                                  |
| Flandern  |                                       |                                        |        |                                                  |
| 1995      | Mark'Oh                               | Tears Don’t Lie                        | 1      | 25. März – 31. März                              |
| 1997      | Sash! feat. Rodriguez                 | Ecuador                                | 4      | 14. Juni – 11. Juli                              |
| 1998      | Scooter                               | How Much Is the Fish?                  | 3      | 31. Oktober – 20. November                       |
| 1999      | Lou Bega                              | Mambo No.5 (A Little Bit of…)          | 6      | 31. Juli – 10. September                         |
| 2003      | The Underdog Project & The Sunclub    | Summer Jam 2003                        | 9      | 14. Juni – 15. August                            |
| 2005      | Schnappi                              | Schnappi das kleine Krokodil           | 8      | 26. Februar – 22. April                          |
| 2012      | Asaf Avidan & The Mojos / Wankelmut   | One Day / Reckoning Song               | 5      | 25. August – 28. September                       |
| 2014      | Mr. Probz / Robin Schulz              | Waves (Robin Schulz Remix)             | 5      | 26. April 2014 – 16. Mai, 24. Mai 2014 – 6. Juni |
| 2014      | Lilly Wood & the Prick & Robin Schulz | Prayer in C (Robin Schulz Remix)       | 6      | 12. Juli – 22. August                            |
| 2015      | Omi / Felix Jaehn                     | Cheerleader (Felix Jaehn Remix)        | 5      | 28. Februar – 27. März 4. April – 10. April      |
| 2016      | Álvaro Soler                          | Sofia                                  | 1      | 3. September – 9. September                      |
|           |                                       |                                        | 53     |                                                  |
| Wallonien |                                       |                                        |        |                                                  |
| 1999      | Lou Bega                              | Mambo No.5 (A Little Bit of…)          | 9      | 21. August – 22. Oktober                         |
| 2003      | The Underdog Project & The Sunclub    | Summer Jam 2003                        | 4      | 26. Juli – 1. August, 23. August – 12. September |
| 2012      | Asaf Avidan & The Mojos / Wankelmut   | One Day / Reckoning Song               | 11     | 18. August – 2. November                         |
| 2014      | Milky Chance                          | Stolen Dance                           | 2      | 12. April – 25. April, 7. Juni – 20. Juni        |
| 2014      | Lilly Wood & the Prick & Robin Schulz | Prayer in C (Robin Schulz Remix)       | 15     | 19. Juli – 31. Oktober                           |
| 2015      | Omi / Felix Jaehn                     | Cheerleader (Felix Jaehn Remix)        | 7      | 28. März – 15. Mai                               |
| 2020      | Topic feat. A7S                       | Breaking Me                            | 2      | 6. Juni – 19. Juni                               |
| 2022      | Kim Petras & Sam Smith                | Unholy                                 | 2      | 19. November – 2. Dezember                       |
|           |                                       |                                        | 56     |                                                  |

## Bulgarien

### Singles
| Jahr | Interpret                                    | Titel                            | Wochen | Zeitraum                                                                             |
| ---- | -------------------------------------------- | -------------------------------- | ------ | ------------------------------------------------------------------------------------ |
| 2014 | Lilly Wood & the Prick & Robin Schulz        | Prayer in C (Robin Schulz Remix) | 5      | 25. August – 21. September 29. September – 5. Oktober                                |
| 2019 | Zedd & Katy Perry                            | 365                              | 6      | 22. Februar – 7. März 15. März – 28. März 5. April – 11. April 18. April – 24. April |
| 2020 | Topic feat. A7S                              | Breaking Me                      | 8      | 5. Juni – 11. Juni 10. Juli – 30. Juli 14. August – 3. September                     |
| 2021 | ATB x Topic x A7S                            | Your Love (9PM)                  | 1      | 12. März – 18. März                                                                  |
| 2022 | Purple Disco Machine & Sophie and the Giants | In the Dark                      | 8      | 18. März – 31. März 22. April – 2. Juni                                              |
|      |                                              |                                  | 28     |                                                                                      |

## Dänemark

### Alben
| Jahr | Interpret   | Titel                 | Wochen | Zeitraum                  |
| ---- | ----------- | --------------------- | ------ | ------------------------- |
| 2009 | Rammstein   | Liebe ist für alle da | 1      | 23. Oktober – 29. Oktober |
| 2013 | Andrea Berg | My Danish Collection  | 1      | 14. Juni – 20. Juni       |
| 2019 | Rammstein   | Unbetitelt            | 1      | 24. Mai – 30. Mai         |
| 2022 | Rammstein   | Zeit                  | 1      | 11. Mai – 17. Mai         |
|      |             |                       | 4      |                           |

### Singles
| Jahr | Interpret                             | Titel                            | Wochen | Zeitraum                             |
| ---- | ------------------------------------- | -------------------------------- | ------ | ------------------------------------ |
| 1984 | Masquerade                            | Guardian Angel                   | 1      | 28. Mai – 3. Juni                    |
| 1985 | Modern Talking                        | You’re My Heart, You’re My Soul  | 5      | 1. April – 5. Mai                    |
| 1985 | Sandra                                | (I’ll Never Be) Maria Magdalena  | 2      | 5. August – 18. August               |
| 1993 | Haddaway                              | What Is Love                     | 3      | 10. Juli – 30. Juli                  |
| 1993 | Culture Beat                          | Mr. Vain                         | 7      | 7. August – 24. September            |
| 1996 | No Mercy                              | Where Do You Go                  | 4      | 7. November – 4. Dezember            |
| 1999 | Lou Bega                              | Mambo No.5 (A Little Bit of…)    | 6      | 12. Juli – 22. August                |
| 2010 | Lena Meyer-Landrut                    | Satellite                        | 1      | 11. Juni – 17. Juni                  |
| 2014 | Lilly Wood & the Prick & Robin Schulz | Prayer in C (Robin Schulz Remix) | 2      | 15. August – 28. August              |
| 2014 | Omi / Felix Jaehn                     | Cheerleader (Felix Jaehn Remix)  | 10     | 12. Dezember 2014 – 19. Februar 2015 |
|      |                                       |                                  | 41     |                                      |

## Finnland

### Alben
| Jahr | Interpret      | Titel                     | Wochen | Zeitraum                                            |
| ---- | -------------- | ------------------------- | ------ | --------------------------------------------------- |
| 1991 | Bad Boys Blue  | The Best of Bad Boys Blue | 6      | 22. Juli – 18. August, 2. September – 15. September |
| 1995 | E-Rotic        | Sex Affairs               | 3      | 26. August – 15. September                          |
| 1996 | Mr. President  | We See The Same Sun       | 4      | 20. Juli – 16. August                               |
| 1998 | Modern Talking | Back for Good             | 10     | 30. Mai – 7. August                                 |
| 1998 | Scooter        | No Time to Chill          | 6      | 8. August – 18. September                           |
| 1999 | Lou Bega       | A Little Bit of Mambo     | 1      | 28. August – 3. September                           |
| 2004 | Rammstein      | Reise, Reise              | 4      | 2. Oktober – 29. Oktober                            |
| 2005 | Rammstein      | Rosenrot                  | 1      | 29. Oktober – 4. November                           |
| 2007 | Rammstein      | Völkerball                | 2      | 6. Januar – 19. Januar                              |
| 2009 | Rammstein      | Liebe ist für alle da     | 1      | 24. Oktober – 30. Oktober                           |
| 2009 | The Baseballs  | Strike!                   | 13     | 7. November 2009 – 29. Januar 2010                  |
| 2014 | Accept         | Blind Rage                | 1      | 24. August – 30. August                             |
| 2019 | Rammstein      | Unbetitelt                | 1      | 26. Mai – 1. Juni                                   |
| 2022 | Rammstein      | Zeit                      | 2      | 8. Mai – 21. Mai                                    |
|      |                |                           | 55     |                                                     |

### Singles
| Jahr | Interpret                             | Titel                                        | Wochen | Zeitraum                                                 |
| ---- | ------------------------------------- | -------------------------------------------- | ------ | -------------------------------------------------------- |
| 1993 | Haddaway                              | What Is Love                                 | 2      | 18. März – 31. März                                      |
| 1993 | Culture Beat                          | Mr. Vain                                     | 4      | 22. Juli – 4. August, 18. August – 1. September          |
| 1993 | Haddaway                              | Life                                         | 2      | 5. August – 17. August                                   |
| 1994 | Jam & Spoon                           | Right in the Night (Fall in Love with Music) | 2      | 7. Februar – 25. Februar                                 |
| 1994 | U 96                                  | Inside Your Dreams                           | 1      | 14. Mai – 20. Mai                                        |
| 1994 | Jam & Spoon feat. Plavka              | Find Me (Odyssey to Anyoona)                 | 1      | 23. Juli – 29. Juli                                      |
| 1994 | WestBam                               | Find Me (Odyssey to Anyoona)                 | 2      | 30. Juli – 5. August, 13. August – 19. August            |
| 1994 | Snap!                                 | Welcome to Tomorrow (Are You Ready?)         | 3      | 27. August – 16. September                               |
| 1995 | U 96                                  | Club Bizarre                                 | 3      | 25. Februar – 17. März                                   |
| 1995 | Haddaway                              | Fly Away                                     | 1      | 29. April – 5. Mai                                       |
| 1995 | Sin with Sebastian                    | Shut Up (And Sleep with Me)                  | 1      | 2. September – 8. September                              |
| 1997 | Scooter                               | Fire                                         | 6      | 3. Mai – 13. Juni                                        |
| 1997 | Scooter                               | The Age of Love                              | 3      | 23. August – 12. September                               |
| 1999 | Lou Bega                              | Mambo No. 5 (A Little Bit of…)               | 5      | 24. Juli – 27. August                                    |
| 2005 | Rammstein                             | Benzin                                       | 1      | 22. Oktober – 28. Oktober                                |
| 2007 | Ville Valo & Natalia Avelon           | Summer Wine                                  | 2      | 10. Februar – 16. Februar 2007, 14. Juni – 20. Juni 2008 |
| 2009 | Rammstein                             | Pussy                                        | 1      | 3. Oktober – 9. Oktober                                  |
| 2009 | The Baseballs                         | Umbrella                                     | 6      | 7. November – 4. Dezember, 12. Dezember – 25. Dezember   |
| 2010 | Lena Meyer-Landrut                    | Satellite                                    | 2      | 5. Juni – 18. Juni                                       |
| 2014 | Lilly Wood & the Prick & Robin Schulz | Prayer in C (Robin Schulz Remix)             | 3      | 17. August – 30. August 14. September – 20. September    |
|      |                                       |                                              | 51     |                                                          |

## Frankreich

### Alben
| Jahr | Interpret     | Titel                                     | Wochen | Zeitraum                                        |
| ---- | ------------- | ----------------------------------------- | ------ | ----------------------------------------------- |
| 1968 | Ivan Rebroff  | Chants folkloriques de la vieille Russie  | 6      | 28. Dezember 1968 – 7. Februar 1969             |
| 1976 | Kraftwerk     | Radio-Activity                            | 5      | 27. Mai – 30. Juni                              |
| 1982 | Scorpions     | Blackout                                  | 4      | 5. März – 1. April                              |
| 1991 | Enigma        | MCMXC AD                                  | 4      | 1. März – 28. März                              |
| 1995 | Sacred Spirit | Chants and Dances of the Native Americans | 2      | 6. August – 12. August, 20. August – 26. August |
| 2008 | Ayọ           | Gravity at Last                           | 1      | 5. Oktober – 11. Oktober                        |
| 2019 | Rammstein     | Unbetitelt                                | 1      | 24. Mai – 30. Mai                               |
| 2022 | Rammstein     | Zeit                                      | 1      | 6. Mai – 12. Mai                                |
|      |               |                                           | 24     |                                                 |

### Singles
| Jahr | Interpret                             | Titel                            | Wochen | Zeitraum                                               |
| ---- | ------------------------------------- | -------------------------------- | ------ | ------------------------------------------------------ |
| 1969 | Ivan Rebroff                          | Le temps des fleurs              | 1      | 4. Januar – 10. Januar                                 |
| 1972 | Vicky Leandros                        | Après toi                        | 2      | 27. April – 10. Mai                                    |
| 1976 | Boney M.                              | Daddy Cool                       | 5      | 28. Oktober – 17. November, 2. Dezember – 15. Dezember |
| 1977 | Boney M.                              | Sunny                            | 2      | 4. März – 10. März, 29. April – 5. Mai                 |
| 1977 | Boney M.                              | Ma Baker                         | 4      | 2. September – 29. September                           |
| 1978 | Boney M.                              | Belfast                          | 3      | 13. Januar – 2. Februar                                |
| 1978 | Boney M.                              | Rivers of Babylon                | 4      | 23. Juni – 20. Juli                                    |
| 1989 | Boney M.                              | Megamix 1988                     | 6      | 23. April – 3. Juni                                    |
| 1991 | Enigma                                | Sadeness Pt. I                   | 6      | 18. Januar – 24. Januar, 8. Februar – 14. März         |
| 1991 | Scorpions                             | Wind of Change                   | 7      | 15. März – 2. Mai                                      |
| 1992 | SNAP!                                 | Rhythm Is a Dancer               | 6      | 9. September – 20. Oktober                             |
| 1993 | Haddaway                              | What Is Love                     | 5      | 25. Juli – 28. August                                  |
| 1995 | Sacred Spirit                         | Yeha-noha                        | 6      | 30. Juli – 9. September                                |
| 1999 | Lou Bega                              | Mambo No. 5 (A Little Bit of…)   | 16     | 22. August – 4. Dezember, 12. Dezember – 18. Dezember  |
| 2006 | Pigloo                                | Le Papa Pengouin                 | 6      | 24. Februar – 2. März, 17. März – 20. April            |
| 2007 | Cascada                               | Miracle                          | 1      | 14. April – 20. April                                  |
| 2014 | Milky Chance                          | Stolen Dance                     | 3      | 5. Mai – 24. Mai                                       |
| 2014 | Lilly Wood & the Prick & Robin Schulz | Prayer in C (Robin Schulz Remix) | 15     | 7. Juli – 5. Oktober 13. Oktober – 26. Oktober         |
| 2015 | Omi / Felix Jaehn                     | Cheerleader (Felix Jaehn Remix)  | 10     | 16. März – 10. Mai 25. Mai – 7. Juni                   |
|      |                                       |                                  | 108    |                                                        |

## Griechenland

### Alben
| Jahr | Interpret | Titel             | Wochen | Zeitraum |
| ---- | --------- | ----------------- | ------ | -------- |
| 2010 | Scorpions | Sting in the Tail | 1      | 12/2010  |
|      |           |                   | 1      |          |

### Singles
| Jahr | Interpret                             | Titel                            | Wochen | Zeitraum |
| ---- | ------------------------------------- | -------------------------------- | ------ | --- |
| 2012 | Asaf Avidan & The Mojos / Wankelmut   | One Day / Reckoning Song         | 4      | 8. Dezember – 14. Dezember, 22. Dezember – 28. Dezember 2012, 12. Januar – 18. Januar 2013, 2. März – 8. März 2013 |
| 2013 | Wankelmut & Emma Louise               | My Head Is a Jungle              | 1      | 27. April – 3. Mai                                                                                                 |
| 2014 | Lilly Wood & the Prick & Robin Schulz | Prayer in C (Robin Schulz Remix) | 7      | 40/2014 42/2014 - 47/2014                                                                                          |
| 2014 | Mr. Probz / Robin Schulz              | Waves (Robin Schulz Remix)       | 1      | 41/2014 |
|      |                                       |                                  | 13     | |

## Indien

### Singles
| Jahr | Interpret              | Titel  | Wochen | Zeitraum          |
| ---- | ---------------------- | ------ | ------ | ----------------- |
| 2022 | Kim Petras & Sam Smith | Unholy | 6      | 44/2022 – 49/2022 |
|      |                        |        | 6      |                   |

## Irland

### Alben
| Jahr | Interpret | Titel              | Wochen | Zeitraum             |
| ---- | --------- | ------------------ | ------ | -------------------- |
| 2007 | Cascada   | Everytime We Touch | 5      | 15. März – 18. April |
|      |           |                    | 5      |                      |

### Singles
| Jahr | Interpret                             | Titel                            | Wochen | Zeitraum                                             |
| ---- | ------------------------------------- | -------------------------------- | ------ | ---------------------------------------------------- |
| 1965 | Chris Andrews                         | Yesterday Man                    | 2      | 8. November – 21. November                           |
| 1977 | Boney M.                              | Belfast                          | 1      | 26. November – 2. Dezember                           |
| 1978 | Boney M.                              | Rivers of Babylon                | 5      | 20. Mai – 23. Juni                                   |
| 1978 | Boney M.                              | Mary’s Boy Child / Oh My Lord    | 7      | 25. November 1978 – 12. Januar 1979                  |
| 1982 | Goombay Dance Band                    | Seven Tears                      | 3      | 3. April – 23. April                                 |
| 1982 | Nicole                                | A Little Peace                   | 5      | 15. Mai – 18. Juni                                   |
| 1984 | Nena                                  | 99 Red Balloons                  | 4      | 3. März – 30. März                                   |
| 1985 | Harold Faltermeyer                    | Axel F                           | 1      | 27. Juli – 2. August                                 |
| 1991 | Enigma                                | Sadeness Part I                  | 1      | 17. Januar – 23. Januar                              |
| 1992 | SNAP!                                 | Rhythm Is a Dancer               | 8      | 13. August – 7. Oktober                              |
| 1993 | Haddaway                              | What Is Love                     | 3      | 27. Juni – 17. Juli                                  |
| 1994 | Enigma                                | All for Love                     | 1      | 11. Februar – 17. Februar                            |
| 1996 | Fool's Garden                         | Lemon Tree                       | 1      | 27. Juli – 2. August                                 |
| 1997 | No Mercy                              | Where Do You Go                  | 1      | 25. Januar – 31. Januar                              |
| 1997 | Sash!                                 | Encore une fois                  | 1      | 12. April – 18. April                                |
| 1999 | ATB                                   | 9 PM (Till I Come)               | 4      | 26. Juni – 23. Juli                                  |
| 1999 | Lou Bega                              | Mambo No. 5 (A Little Bit of…)   | 3      | 28. August – 17. September                           |
| 2002 | Scooter                               | Ramp! The Logical Song           | 1      | 18. Juli – 24. Juli                                  |
| 2006 | Cascada                               | Everytime We Touch               | 6      | 17. August – 30. August, 28. September – 25. Oktober |
| 2014 | Milky Chance                          | Stolen Dance                     | 2      | 14. August – 27. August                              |
| 2014 | Lilly Wood & the Prick & Robin Schulz | Prayer in C (Robin Schulz Remix) | 3      | 28. August – 3. September 11. September – 1. Oktober |
| 2015 | Omi / Felix Jaehn                     | Cheerleader (Felix Jaehn Remix)  | 5      | 10. April – 16. April 15. Mai – 11. Juni             |
| 2022 | Kim Petras & Sam Smith                | Unholy                           | 4      | 30. September – 27. Oktober                          |
|      |                                       |                                  | 72     |                                                      |

## Italien

### Alben
| Jahr | Interpret              | Titel                 | Wochen | Zeitraum              |
| ---- | ---------------------- | --------------------- | ------ | --------------------- |
| 1975 | James Last             | James Last in Concert | 3      | 7/1975 – 9/1975       |
| 1999 | Rappers Against Racism | Only You. The Album   | 1      | 13.–19. August        |
| 2016 | Álvaro Soler           | Eterno agosto         | 5      | 15. Juli – 18. August |
|      |                        |                       | 9      |                       |

### Singles
| Jahr | Interpret                             | Titel                            | Wochen | Zeitraum                                                  |
| ---- | ------------------------------------- | -------------------------------- | ------ | --------------------------------------------------------- |
| 1987 | OFF                                   | Electrica Salsa (Baba Baba)      | 2      | 14/1987 – 15/1987                                         |
| 1991 | Enigma                                | Sadeness Part I                  | 5      | 5/1991 – 9/1991                                           |
| 1992 | SNAP!                                 | Rhythm Is a Dancer               | 14     | 23/1992 – 36/1992                                         |
| 1993 | Haddaway                              | What Is Love                     | 3      | 26/1993 – 28/1993                                         |
| 1993 | Culture Beat                          | Mr. Vain                         | 2      | 38/1993 – 39/1993                                         |
| 1994 | La Bouche                             | Sweet Dreams (Ola Ola E)         | 4      | 26/1994 – 29/1994                                         |
| 1995 | Billie Ray Martin                     | Your Loving Arms                 | 1      | 12/1995                                                   |
| 2012 | Asaf Avidan & The Mojos / Wankelmut   | One Day / Reckoning Song         | 2      | 15. Oktober – 28. Oktober                                 |
| 2014 | Lilly Wood & the Prick & Robin Schulz | Prayer in C (Robin Schulz Remix) | 3      | 4. August – 24. August                                    |
| 2015 | Álvaro Soler                          | El mismo sol                     | 4      | 18. Mai – 14. Juni                                        |
| 2016 | Álvaro Soler                          | Sofia                            | 10     | 29. April – 5. Mai, 13. Mai – 19. Mai, 27. Mai – 21. Juli |
|      |                                       |                                  | 50     |                                                           |

## Kanada

### Alben
| Jahr | Interpret     | Titel                   | Wochen | Zeitraum              |
| ---- | ------------- | ----------------------- | ------ | --------------------- |
| 1990 | Milli Vanilli | Girl You Know It’s True | 1      | 24. Februar – 2. März |
| 2019 | Rammstein     | Unbetitelt              | 1      | 27. Mai – 2. Juni     |
| 2022 | Rammstein     | Zeit                    | 1      | 9. Mai – 15. Mai      |
|      |               |                         | 3      |                       |

### Singles
| Jahr | Interpret              | Titel                           | Wochen | Zeitraum                    |
| ---- | ---------------------- | ------------------------------- | ------ | --------------------------- |
| 1969 | Chris Andrews          | Yesterday Man                   | 1      | 31. Januar – 6. Februar     |
| 1976 | Silver Convention      | Fly, Robin, Fly                 | 1      | 17. Januar – 23. Januar     |
| 1976 | Silver Convention      | Get Up and Boogie               | 1      | 19. Juni – 25. Juni         |
| 1984 | Peter Schilling        | Major Tom (Coming Home)         | 1      | 14. Januar – 20. Januar     |
| 1984 | Nena                   | 99 Red Ballons                  | 2      | 3. März – 16. März          |
| 1999 | Lou Bega               | Mambo No. 5 (A Little Bit of …) | 11     | 20. September – 5. Dezember |
| 2015 | Omi / Felix Jaehn      | Cheerleader (Felix Jaehn Remix) | 9      | 10. Juni – 9. August        |
| 2022 | Kim Petras & Sam Smith | Unholy                          | 1      | 3. Oktober – 9. Oktober     |
|      |                        |                                 | 27     |                             |

## Kroatien

### Alben
| Jahr | Interpret | Titel      | Wochen | Zeitraum |
| ---- | --------- | ---------- | ------ | -------- |
| 2019 | Rammstein | Unbetitelt | 1      | 22/2019  |
|      |           |            | 1      |          |

## Malaysia

### Alben
| Jahr | Interpret              | Titel  | Wochen | Zeitraum                    |
| ---- | ---------------------- | ------ | ------ | --------------------------- |
| 2022 | Kim Petras & Sam Smith | Unholy | 3      | 30. September – 20. Oktober |
|      |                        |        | 3      |                             |

## Neuseeland

### Alben
| Jahr | Interpret                          | Titel                                 | Wochen | Zeitraum                                                     |
| ---- | ---------------------------------- | ------------------------------------- | ------ | ------------------------------------------------------------ |
| 1989 | Milli Vanilli                      | All or Nothing                        | 3      | 8. Oktober – 28. Oktober                                     |
| 1989 | Milli Vanilli                      | All or Nothing – The U.S. Remix Album | 6      | 17. Dezember 1989 – 20. Januar 1990, 4. März – 10. März 1990 |
| 1994 | Enigma                             | The Cross of Changes                  | 2      | 11. April – 23. April                                        |
| 1994 | Elton John, Tim Rice & Hans Zimmer | The Lion King (O.S.T.)                | 5      | 2. September – 11. September, 18. September – 15. Oktober    |
| 1995 | Real McCoy                         | Another Night                         | 1      | 20. August – 26. August                                      |
|      |                                    |                                       | 17     |                                                              |

### Singles
| Jahr | Interpret              | Titel                                                         | Wochen | Zeitraum                                                                          |
| ---- | ---------------------- | ------------------------------------------------------------- | ------ | --------------------------------------------------------------------------------- |
| 1978 | Boney M.               | Rivers of Babylon                                             | 14     | 9. Juli – 14. Oktober                                                             |
| 1982 | Trio                   | Da Da Da ich lieb dich nicht du liebst mich nicht aha aha aha | 3      | 17. Oktober – 6. November                                                         |
| 1984 | Nena                   | 99 Luftballons                                                | 1      | 15. April – 21. April                                                             |
| 1990 | Milli Vanilli          | All or Nothing                                                | 1      | 4. März – 10. März                                                                |
| 1999 | Lou Bega               | Mambo No. 5 (A Little Bit of…)                                | 6      | 12. September – 2. Oktober, 17. Oktober – 30. Oktober, 7. November – 13. November |
| 2022 | Kim Petras & Sam Smith | Unholy                                                        | 9      | 3. Oktober – 30. Oktober 14. November – 18. Dezember                              |
|      |                        |                                                               | 34     |                                                                                   |

## Niederlande

### Alben
| Jahr | Interpret      | Titel                                 | Wochen | Zeitraum                    |
| ---- | -------------- | ------------------------------------- | ------ | --------------------------- |
| 1969 | James Last     | Op klompen                            | 7      | 28. Juni – 15. August       |
| 1975 | Reinhard Mey   | Als de dag van toen                   | 5      | 8. November – 12. Dezember  |
| 1978 | Boney M.       | Nightflight to Venus                  | 5      | 8. Juli – 11. August        |
| 1989 | Milli Vanilli  | All or Nothing – The U.S. Remix Album | 4      | 18. November – 15. Dezember |
| 2009 | Rammstein      | Liebe ist für alle da                 | 1      | 24. Oktober – 30. Oktober   |
| 2012 | Helene Fischer | Für einen Tag                         | 1      | 11. August – 17. August     |
| 2019 | Rammstein      | Unbetitelt                            | 2      | 25. Mai – 7. Juni           |
| 2022 | Rammstein      | Zeit                                  | 1      | 7. Mai – 13. Mai            |
|      |                |                                       | 26     |                             |

### Singles
| Jahr | Interpret                                                             | Titel                              | Wochen | Zeitraum                           |
| ---- | --------------------------------------------------------------------- | ---------------------------------- | ------ | ---------------------------------- |
| 1971 | Peter Maffay                                                          | Du                                 | 5      | 6. März – 9. April                 |
| 1972 | Vicky Leandros                                                        | Après toi                          | 4      | 22. April – 19. Mai                |
| 1972 | Hot Butter / The Popcorn Makers / Anarchic System / Revolution System | Popcorn                            | 7      | 12. August – 29. September         |
| 1972 | Vicky Leandros                                                        | Ich hab’ die Liebe geseh’n         | 5      | 11. November – 15. Dezember        |
| 1973 | Freddy Breck                                                          | Rote Rosen                         | 4      | 18. August – 14. September         |
| 1977 | Boney M.                                                              | Sunny                              | 1      | 29. Januar – 4. Februar            |
| 1977 | Boney M.                                                              | Ma Baker                           | 6      | 11. Juni – 22. Juli                |
| 1978 | Boney M.                                                              | Rivers of Babylon                  | 9      | 29. April – 30. Juni               |
| 1979 | Boney M.                                                              | Hooray, Hooray It’s a Holi-holiday | 3      | 28. April – 18. Mai                |
| 1980 | Goombay Dance Band                                                    | Sun of Jamaica                     | 3      | 10. Mai – 30. Mai                  |
| 1980 | Roland Kaiser                                                         | Santa Maria                        | 2      | 20. Dezember 1980 – 9. Januar 1981 |
| 1981 | Frank Duval                                                           | Angel of Mine                      | 2      | 2. Mai – 15. Mai                   |
| 1982 | Nicole                                                                | Een beetje vrede                   | 4      | 15. Mai – 11. Juni                 |
| 1983 | Nena                                                                  | 99 Luftballons                     | 4      | 26. März – 22. April               |
| 1983 | DÖF                                                                   | Codo (Düse im Sauseschritt)        | 2      | 17. September – 30. September      |
| 1985 | Harold Faltermeyer                                                    | Axel F                             | 2      | 10. August – 23. August            |
| 1985 | Sandra                                                                | (I’ll Never Be) Maria Magdalena    | 2      | 16. November – 29. November        |
| 1987 | Mixed Emotions                                                        | You Want Love (Maria Maria)        | 2      | 6. Juni – 19. Juni                 |
| 1989 | Milli Vanilli                                                         | Girl I’m Gonna Miss You            | 5      | 21. Oktober – 24. November         |
| 1990 | SNAP!                                                                 | The Power                          | 4      | 19. April – 11. Mai                |
| 1990 | Matthias Reim                                                         | Verdammt, ich lieb’ Dich           | 4      | 6. Oktober – 2. November           |
| 1990 | Enigma                                                                | Sadeness Pt. I                     | 1      | 15. Dezember – 21. Dezember        |
| 1991 | Scorpions                                                             | Wind of Change                     | 3      | 1. Juni – 21. Juni                 |
| 1992 | SNAP!                                                                 | Rhythm Is a Dancer                 | 4      | 6. Juni – 3. Juli                  |
| 1993 | Haddaway                                                              | What Is Love                       | 6      | 15. Mai – 25. Juni                 |
| 1993 | Culture Beat                                                          | Mr. Vain                           | 1      | 31. Juli – 6. August               |
| 1996 | Captain Jack                                                          | Captain Jack                       | 4      | 30. März – 26. April               |
| 1996 | Captain Jack                                                          | Drill Instructor                   | 3      | 18. Mai – 7. Juni                  |
| 1997 | No Mercy                                                              | When I Die                         | 4      | 16. Februar – 14. März             |
| 1999 | Lou Bega                                                              | Mambo No. 5 (A Little Bit of…)     | 4      | 24. Juli – 20. August              |
| 2003 | The Underdog Project / The Sunclub                                    | Summer Jam 2003                    | 9      | 14. Juni – 15. August              |
| 2003 | Nena feat. Kim Wilde                                                  | Anyplace, Anywhere, Anytime        | 4      | 18. Oktober – 14. November         |
| 2005 | Schnappi                                                              | Schnappi, das kleine Krokodil      | 4      | 12. Februar – 11. März             |
| 2009 | Cascada                                                               | Evacuate the Dancefloor            | 2      | 10. Oktober – 23. Oktober          |
| 2012 | Asaf Avidan & The Mojos / Wankelmut                                   | One Day / Reckoning Song           | 6      | 25. August – 5. Oktober            |
| 2014 | Lilly Wood & the Prick & Robin Schulz                                 | Prayer in C (Robin Schulz Remix)   | 4      | 9. August – 5. September           |
| 2015 | Omi / Felix Jaehn                                                     | Cheerleader (Felix Jaehn Remix)    | 11     | 24. Januar – 10. April             |
|      |                                                                       |                                    | 150    |                                    |

## Norwegen

### Alben
| Jahr | Interpret      | Titel                                          | Wochen | Zeitraum          |
| ---- | -------------- | ---------------------------------------------- | ------ | ----------------- |
| 1985 | Alphaville     | Forever Young                                  | 1      | 4/1985            |
| 1996 | Enigma         | Le roi est mort, vive le roi                   | 2      | 49/1996 – 50/1996 |
| 1998 | Modern Talking | Back for Good                                  | 7      | 31/1998 – 37/1998 |
| 2002 | Scooter        | Push the Beat for this Jam (The Singles 98–02) | 3      | 5/2002 – 7/2002   |
| 2010 | The Baseballs  | Strike!                                        | 6      | 6/2010 – 11/2010  |
| 2019 | Rammstein      | Unbetitelt                                     | 1      | 21/2019           |
| 2022 | Rammstein      | Zeit                                           | 1      | 18/2022           |
|      |                |                                                | 21     |                   |

### Singles
| Jahr | Interpret                               | Titel                            | Wochen | Zeitraum          |
| ---- | --------------------------------------- | -------------------------------- | ------ | ----------------- |
| 1962 | Conny Froboess                          | Zwei kleine Italiener            | 2      | 19/1962 – 20/1962 |
| 1982 | Nicole                                  | Ein bißchen Frieden              | 1      | 25/1982           |
| 1985 | Sandra                                  | (I’ll Never Be) Maria Magdalena  | 4      | 31/1985 – 34/1985 |
| 1985 | Modern Talking                          | Cheri, Cheri Lady                | 1      | 45/1985           |
| 1991 | Enigma                                  | Sadeness Part I                  | 3      | 4/1991 – 6/1991   |
| 1991 | Scorpions                               | Wind of Change                   | 2      | 21/1991, 23/1991  |
| 1992 | U 96                                    | Das Boot                         | 1      | 23/1992           |
| 1993 | Haddaway                                | What Is Love                     | 8      | 22/1993 – 29/1993 |
| 1993 | Culture Beat                            | Mr. Vain                         | 2      | 30/1993 – 31/1993 |
| 1994 | Enigma                                  | Return to Innocence              | 3      | 12/1994 – 14/1994 |
| 1996 | Fool's Garden                           | Lemon Tree                       | 4      | 21/1996 – 24/1996 |
| 1999 | Lou Bega                                | Mambo No. 5 (A Little Bit of…)   | 8      | 27/1999 – 34/1999 |
| 1999 | Blümchen                                | Heut’ ist mein Tag               | 4      | 44/1999 – 47/1999 |
| 2002 | Scooter                                 | Ramp! (The Logical Song)         | 2      | 4/2002 – 5/2002   |
| 2005 | Schnappi                                | Schnappi, das kleine Krokodil    | 7      | 15/2005 – 21/2005 |
| 2010 | Lena Meyer-Landrut                      | Satellite                        | 1      | 22/2010           |
| 2014 | Mr. Probz / Robin Schulz                | Waves (Robin Schulz Remix)       | 6      | 14/2014 – 19/2014 |
| 2014 | Lilly Wood & the Prick & Robin Schulz   | Prayer in C (Robin Schulz Remix) | 6      | 33/2014 - 38/2014 |
| 2019 | Alan Walker feat. Au/Ra & Tomine Harket | Darkside                         | 5      | 31/2021 - 35/2021 |
|      |                                         |                                  | 70     |                   |

## Österreich

### Alben
| Jahr | Interpret                                     | Titel                                                            | Wochen | Zeitraum |
| ---- | --------------------------------------------- | ---------------------------------------------------------------- | ------ | --- |
| 1973 | The Les Humphries Singers                     | Mexico                                                           | 8      | 15. Februar – 14. April |
| 1977 | Boney M.                                      | Love for Sale                                                    | 8      | 15. August – 14. Oktober |
| 1978 | Boney M.                                      | Nightflight to Venus                                             | 4      | 15. August – 14. September |
| 1979 | Boney M.                                      | Oceans of Fantasy                                                | 8      | 15. Oktober – 14. Dezember |
| 1980 | Mike Krüger                                   | Der Nippel                                                       | 8      | 1. Juni – 31. Juli |
| 1980 | Orchester Anthony Ventura                     | Die schönsten Melodien der Welt                                  | 6      | 1. August – 14. September |
| 1981 | Frank Duval & Orchestra                       | Angel of Mine                                                    | 2      | 15. April – 30. April |
| 1981 | Howard Carpendale                             | Meine schönsten Lieder                                           | 4      | 15. Mai – 14. Juni |
| 1981 | James Last                                    | Schließ die Augen, laß dich verwöhnen                            | 2      | 15. November – 30. November |
| 1982 | Spider Murphy Gang                            | Dolce Vita                                                       | 2      | 1. April – 14. April, 1. Mai – 14. Mai |
| 1982 | Nicole                                        | Ein bißchen Frieden                                              | 8      | 15. Juli – 31. Juli, abr />15. August – 31. August, 15. September – 14. Oktober |
| 1983 | Peter Hofmann                                 | Rock Classics                                                    | 2      | 1. Januar – 14. Januar |
| 1983 | Nena                                          | Nena                                                             | 10     | 1. März – 30. April, 15. Juni – 30. Juni |
| 1983 | DÖF                                           | DÖF                                                              | 14     | 1. Juli – 14. Oktober |
| 1984 | Otto                                          | Hilfe, Otto kommt!                                               | 6      | 1. Januar – 14. Februar |
| 1984 | Nena                                          | ? (Fragezeichen)                                                 | 6      | 15. März – 30. April |
| 1986 | Herbert Grönemeyer                            | Sprünge                                                          | 4      | 1. Juni – 30. Juni |
| 1986 | Modern Talking                                | Ready for Romance                                                | 4      | 1. Juli – 31. Juli |
| 1988 | Herbert Grönemeyer                            | Ö                                                                | 4      | 15. Mai – 14. Juni |
| 1990 | Herbert Grönemeyer                            | Luxus                                                            | 5      | 14. Oktober – 10. November, 18. November – 24. November |
| 1991 | Scorpions                                     | Crazy World                                                      | 2      | 11. August – 24. August |
| 1993 | Die Ärzte                                     | Die Bestie in Menschengestalt                                    | 2      | 31. Oktober – 6. November, 14. November – 20. November |
| 1995 | Die Doofen                                    | Lieder, die die Welt nicht braucht                               | 1      | 20. August – 26. August |
| 1997 | No Mercy                                      | My Promise                                                       | 4      | 23. Februar – 15. März, 27. April – 3. Mai |
| 1997 | Rammstein                                     | Sehnsucht                                                        | 2      | 7. September – 20. September |
| 1998 | Modern Talking                                | Back for Good                                                    | 2      | 26. April – 2. Mai, 17. Mai – 23. |
| 1999 | Die Fantastischen Vier                        | 4:99                                                             | 3      | 9. Mai – 29. Mai |
| 1999 | Lou Bega                                      | A Little Bit of Mambo                                            | 4      | 1. August – 28. August |
| 2000 | Guano Apes                                    | Don’t Give Me Names                                              | 1      | 14. Mai – 20. Mai |
| 2001 | No Angels                                     | Elle’ments                                                       | 4      | 25. März – 14. April, 22. April – 28. April |
| 2001 | Rammstein                                     | Mutter                                                           | 2      | 15. April – 21. April, 29. April – 5. Mai |
| 2002 | Die Toten Hosen                               | Auswärtsspiel                                                    | 1      | 3. Februar – 9. Februar |
| 2002 | Bro’Sis                                       | Never Forget (Where You Come From)                               | 1      | 10. Februar – 16. Februar |
| 2002 | Xavier Naidoo                                 | Zwischenspiel – Alles für den Herrn                              | 3      | 14. April – 4. Mai |
| 2002 | Herbert Grönemeyer                            | Mensch                                                           | 4      | 15. September – 5. Oktober, 3. November – 9. November |
| 2003 | Deutschland sucht den Superstar               | United                                                           | 2      | 23. Februar – 8. März |
| 2003 | Nena                                          | 20 Jahre – Nena feat. Nena                                       | 3      | 1. Juni – 21. Juni |
| 2004 | Söhne Mannheims                               | Noiz                                                             | 2      | 4. Juli – 10. Juli, 16. Januar – 22. Januar |
| 2004 | Gentleman                                     | Confidence                                                       | 1      | 26. September – 2. Oktober |
| 2004 | Rammstein                                     | Reise, Reise                                                     | 2      | 10. Oktober – 16. Oktober, 24. Oktober – 30. Oktober |
| 2005 | Schnappi                                      | Schnappi und Seine Freunde                                       | 3      | 13. März – 2. April |
| 2005 | Nena                                          | Willst du mit mir gehn                                           | 2      | 3. April – 16. April |
| 2005 | Wir sind Helden                               | Von hier an blind                                                | 5      | 17. April – 7. Mai, 15. Mai – 28. Mai |
| 2005 | Banaroo                                       | Banaroo’s World                                                  | 7      | 17. Juli – 6. August, 14. August – 10. September |
| 2005 | Söhne Mannheims                               | Power of the Sound                                               | 1      | 7. August – 13. August |
| 2005 | Tokio Hotel                                   | Schrei                                                           | 2      | 23. Oktober – 29. Oktober, 7. April – 13. April |
| 2005 | Rammstein                                     | Rosenrot                                                         | 1      | 11. November – 17. November |
| 2005 | Xavier Naidoo                                 | Telegramm für X                                                  | 2      | 9. Dezember – 15. Dezember, 15. Januar – 21. Januar |
| 2006 | Rosenstolz                                    | Das große Leben                                                  | 2      | 17. März – 23. März, 31. März – 6. April |
| 2006 | Andrea Berg                                   | Splitternackt                                                    | 2      | 21. April – 4. Mai |
| 2006 | Silbermond                                    | Laut gedacht                                                     | 1      | 5. Mai – 11. Mai |
| 2006 | LaFee                                         | LaFee                                                            | 2      | 7. Juli – 13. Juli, 21. Juli – 27. Juli |
| 2006 | Die Ärzte                                     | Bäst Of                                                          | 1      | 20. Oktober – 26. Oktober |
| 2006 | Monrose                                       | Temptation                                                       | 2      | 22. Dezember 2006 – 4. Januar 2007, 12. Januar 2007 – 18. Januar 2007 |
| 2007 | Herbert Grönemeyer                            | 12                                                               | 4      | 16. März – 12. April |
| 2007 | Andrea Berg                                   | Die neue Best Of                                                 | 1      | 13. April – 19. April |
| 2007 | LaFee                                         | Jetzt erst recht                                                 | 1      | 20. Juli – 26. Juli |
| 2008 | Schnuffel                                     | Ich hab’ dich lieb                                               | 1      | 30. Mai – 5. Juni |
| 2008 | Thomas Godoj                                  | Plan A!                                                          | 1      | 18. Juli – 24. Juli |
| 2008 | Rosenstolz                                    | Die Suche geht weiter                                            | 1      | 10. Oktober – 16. Oktober |
| 2008 | Herbert Grönemeyer                            | Was muss muss – Best of                                          | 3      | 5. Dezember – 11. Dezember, 19. Dezember 2008 – 1. Januar 2009 |
| 2009 | Michael Hirte                                 | Der Mann mit der Mundharmonika                                   | 2      | 2. Januar – 15. Januar |
| 2009 | Peter Fox                                     | Stadtaffe                                                        | 1      | 6. März – 12. März |
| 2009 | Silbermond                                    | Nichts passiert                                                  | 2      | 3. April – 16. April |
| 2009 | Andrea Berg                                   | Zwischen Himmel & Erde                                           | 1      | 17. April – 23. April |
| 2009 | Michael Hirte                                 | Der Mann mit der Mundharmonika 2                                 | 2      | 15. Mai – 28. Mai |
| 2009 | Daniel Schuhmacher                            | The Album                                                        | 1      | 3. Juli – 9. Juli |
| 2009 | Helene Fischer                                | So wie ich bin                                                   | 1      | 23. Oktober – 29. Oktober |
| 2009 | Rammstein                                     | Liebe ist für alle da                                            | 2      | 30. Oktober – 12. November |
| 2010 | Bushido                                       | Zeiten ändern Dich                                               | 1      | 5. März – 11. März |
| 2010 | Lena Meyer-Landrut                            | My Cassette Player                                               | 1      | 11. Juni – 17. Juni |
| 2010 | Helene Fischer                                | Best of Helene Fischer                                           | 1      | 25. Juni – 1. Juli |
| 2010 | Die Amigos                                    | Weißt du, was du für mich bist?                                  | 2      | 6. August – 19. August |
| 2010 | Wir sind Helden                               | Bring mich nach Hause                                            | 1      | 10. September – 16. September |
| 2010 | Andrea Berg                                   | Schwerelos                                                       | 3      | 5. November – 11. November, 19. November – 25. November, 11. Februar – 17. Februar |
| 2011 | Unheilig                                      | Große Freiheit                                                   | 2      | 7. Januar – 20. Januar |
| 2011 | Herbert Grönemeyer                            | Schiffsverkehr                                                   | 3      | 1. April – 21. April |
| 2011 | Bushido                                       | Jenseits von Gut und Böse                                        | 1      | 27. Mai – 2. Juni |
| 2011 | Pietro Lombardi                               | Jackpot                                                          | 4      | 10. Juni – 7. Juli |
| 2011 | Die Amigos                                    | Mein Himmel auf Erden                                            | 1      | 5. August – 11. August |
| 2011 | Erwin Schrott, Anna Netrebko & Jonas Kaufmann | Die Superstars der Klassik                                       | 1      | 26. August – 1. September |
| 2011 | Rosenstolz                                    | Wir sind am Leben                                                | 1      | 7. Oktober – 13. Oktober |
| 2011 | Andrea Berg                                   | Abenteuer                                                        | 2      | 14. Oktober – 27. Oktober |
| 2012 | Xavier Naidoo                                 | Danke für’s Zuhören – Liedersammlung 1998–2012                   | 1      | 17. Februar – 23. Februar |
| 2012 | Unheilig                                      | Lichter der Stadt                                                | 4      | 30. März – 26. April |
| 2012 | Die Ärzte                                     | auch                                                             | 2      | 27. April – 10. Mai |
| 2012 | Die Toten Hosen                               | Ballast der Republik                                             | 2      | 18. Mai – 31. Mai |
| 2012 | Daniele Negroni                               | Crazy                                                            | 1      | 8. Juni – 14. Juni |
| 2012 | Cro                                           | Raop                                                             | 3      | 20. Juli – 2. August, 10. August – 16. August |
| 2012 | Die Amigos                                    | Bis ans Ende der Zeit                                            | 3      | 17. August – 6. September |
| 2013 | Andrea Berg                                   | Abenteuer – 20 Jahre Andrea Berg                                 | 4      | 25. Januar – 21. Februar |
| 2013 | Kollegah & Farid Bang                         | Jung, brutal, gutaussehend 2                                     | 1      | 22. Februar – 28. Februar |
| 2013 | Reinhard Mey                                  | Dann mach’s gut                                                  | 1      | 17. Mai – 23. Mai |
| 2013 | Sportfreunde Stiller                          | New York, Rio, Rosenheim                                         | 1      | 7. Juni – 13. Juni |
| 2013 | Xavier Naidoo                                 | Bei meiner Seele                                                 | 1      | 14. Juni – 20. Juni |
| 2013 | Die Amigos                                    | Im Herzen jung                                                   | 1      | 28. Juni – 4. Juli |
| 2013 | Shindy                                        | NWA                                                              | 1      | 26. Juli – 1. August |
| 2013 | Y-Titty                                       | Stricksocken Swagger                                             | 1      | 6. September – 12. September |
| 2013 | Andrea Berg                                   | Atlantis                                                         | 3      | 20. September – 10. Oktober |
| 2013 | Casper                                        | Hinterland                                                       | 1      | 11. Oktober – 17. Oktober |
| 2013 | Helene Fischer                                | Farbenspiel                                                      | 25     | 18. Oktober – 31. Oktober, 10. Januar 2014 – 23. Januar 2014, 7. Februar 2014 – 27. Februar 2014, 7. März 2014 – 27. März 2014, 4. April 2014 – 15. Mai 2014, 1. August 2014 – 7. August 2014, 15. August 2014 – 4. September 2014, 26. September 2014 – 2. Oktober 2014, 17. Oktober 2014 – 23. Oktober 2014, 14. November 2014 – 20. November 2014, 30. Januar 2015 – 12. Februar 2015 |
| 2014 | Bushido                                       | Sonny Black                                                      | 1      | 28. Februar – 6. März |
| 2014 | Farid Bang                                    | Killa                                                            | 1      | 28. März – 3. April |
| 2014 | Fantasy                                       | Eine Nacht im Paradies                                           | 1      | 16. Mai – 22. Mai |
| 2014 | Kollegah                                      | King                                                             | 1      | 23. Mai – 29. Mai |
| 2014 | Verschiedene Interpreten                      | Sing meinen Song – Das Tauschkonzert                             | 6      | 30. Mai – 12. Juni, 27. Juni – 24. Juli |
| 2014 | Cro                                           | Melodie                                                          | 1      | 20. Juni – 26. Juni |
| 2014 | Die Amigos                                    | Sommerträume                                                     | 1      | 8. August – 14. August |
| 2014 | Element of Crime                              | Lieblingsfarben und Tiere                                        | 1      | 10. Oktober – 16. Oktober |
| 2014 | Shindy                                        | FVCKB!TCHE$GETMONE¥                                              | 1      | 24. Oktober – 30. Oktober |
| 2014 | Herbert Grönemeyer                            | Dauernd jetzt                                                    | 1      | 5. Dezember – 11. Dezember |
| 2014 | Verschiedene Interpreten                      | Sing meinen Song – Das Weihnachtskonzert                         | 2      | 26. Dezember 2014 – 8. Januar 2015 |
| 2015 | Bushido                                       | Carlo Cokxxx Nutten 3                                            | 1      | 27. Februar – 5. März |
| 2015 | SpongeBOZZ                                    | Planktonweed Tape                                                | 1      | 1. Mai – 7. Mai |
| 2015 | Dat Adam                                      | Chrome                                                           | 1      | 8. Mai – 14. Mai |
| 2015 | Genetikk                                      | Achter Tag                                                       | 1      | 22. Mai – 28. Mai |
| 2015 | Verschiedene Interpreten                      | Sing meinen Song – Das Tauschkonzert Vol. 2                      | 4      | 19. Juni – 25. Juni, 3. Juli – 9. Juli, 24. Juli – 6. August |
| 2015 | KC Rebell                                     | Fata Morgana                                                     | 1      | 26. Juni – 2. Juli |
| 2015 | Die Amigos                                    | Santiago Blue                                                    | 1      | 10. Juli 2015 – 16. Juli |
| 2015 | Cro                                           | MTV Unplugged: Cro                                               | 2      | 17. Juli – 23. Juli, 14. August – 20. August |
| 2015 | Paul Kalkbrenner                              | 7                                                                | 1      | 21. August – 27. August |
| 2015 | The BossHoss                                  | Dos Bros                                                         | 1      | 9. Oktober – 15. Oktober |
| 2015 | Bushido & Shindy                              | Cla$$ic                                                          | 1      | 20. November – 26. November |
| 2015 | Helene Fischer & Royal Philharmonic Orchestra | Weihnachten                                                      | 7      | 27. November – 3. Dezember, 11. Dezember 2015 – 14. Januar 2016, 6. Januar 2017 – 12. Januar 2017 |
| 2016 | Fantasy                                       | Freudensprünge                                                   | 2      | 4. März – 17. März |
| 2016 | AnnenMayKantereit                             | Alles nix Konkretes                                              | 1      | 1. April – 7. April |
| 2016 | Xavier Naidoo                                 | Nicht von dieser Welt 2                                          | 1      | 15. April – 21. April |
| 2016 | Andrea Berg                                   | Seelenbeben                                                      | 2      | 22. April – 28. April, 20. Mai – 26. Mai |
| 2016 | Farid Bang                                    | Blut                                                             | 1      | 10. Juni – 16. Juni |
| 2016 | Die Amigos                                    | Wie ein Feuerwerk                                                | 2      | 5. August – 11. August, 19. August – 25. August |
| 2016 | Coup (Haftbefehl & Xatar)                     | Der Holland Job                                                  | 1      | 26. August – 1. September |
| 2016 | Die Lochis                                    | #Zwilling                                                        | 1      | 2. September – 8. September |
| 2016 | Beginner                                      | Advanced Chemistry                                               | 1      | 9. September – 15. September |
| 2016 | Fler                                          | Vibe                                                             | 1      | 16. September – 22. September |
| 2016 | Böhse Onkelz                                  | Memento                                                          | 1      | 11. November – 17. November |
| 2016 | Shindy                                        | Dreams                                                           | 1      | 25. November – 1. Dezember |
| 2016 | Kollegah                                      | Imperator                                                        | 1      | 23. Dezember – 29. Dezember |
| 2017 | Die Toten Hosen                               | Laune der Natur                                                  | 1      | 19. Mai – 25. Mai |
| 2017 | Helene Fischer                                | Helene Fischer                                                   | 6      | 26. Mai – 22. Juni, 2. März 2018 – 8. März 2018, 11. Mai 2018 – 17. Mai 2018 |
| 2017 | Bushido                                       | Black Friday                                                     | 1      | 23. Juni – 29. Juni |
| 2017 | KC Rebell & Summer Cem                        | Maximum                                                          | 1      | 30. Juni – 6. Juli |
| 2017 | Verschiedene Interpreten                      | Sing meinen Song – Das Tauschkonzert Vol. 4                      | 1      | 21. Juli – 27. Juli |
| 2017 | 187 Strassenbande                             | Sampler 4                                                        | 1      | 28. Juli – 3. August |
| 2017 | Cro                                           | tru.                                                             | 1      | 22. September – 28. September |
| 2017 | Savas & Sido                                  | Royal Bunker                                                     | 1      | 13. Oktober – 19. Oktober |
| 2017 | Kollegah & Farid Bang                         | Jung, brutal, gutaussehend 3                                     | 1      | 15. Dezember – 21. Dezember |
| 2018 | Olexesh                                       | Rolexesh                                                         | 1      | 16. März 2018 – 22. März |
| 2018 | Fantasy                                       | Das Beste von Fantasy – Das große Jubiläumsalbum mit allen Hits! | 2      | 23. März – 29. März, 6. April 2018 – 12. April |
| 2018 | Ufo361                                        | 808                                                              | 1      | 27. April – 3. Mai |
| 2018 | Kontra K                                      | Erde & Knochen                                                   | 1      | 25. Mai – 31. Mai |
| 2018 | Die Amigos                                    | 110 Karat                                                        | 1      | 27. Juli – 2. August |
| 2018 | Kollegah & Farid Bang                         | Platin war gestern                                               | 1      | 24. August – 30. August |
| 2018 | Ufo361                                        | VVS                                                              | 1      | 31. August – 6. September |
| 2018 | Bushido                                       | Mythos                                                           | 1      | 12. Oktober – 18. Oktober |
| 2018 | Bonez MC & RAF Camora                         | Palmen aus Plastik 2                                             | 3      | 19. Oktober – 1. November 9. November – 15. November |
| 2018 | Herbert Grönemeyer                            | Tumult                                                           | 3      | 23. November – 6. Dezember 14. Dezember – 20. Dezember |
| 2018 | Kollegah                                      | Monument                                                         | 1      | 21. Dezember – 27. Dezember |
| 2019 | Wiener Philharmoniker / Christian Thielemann  | Neujahrskonzert 2019                                             | 1      | 18. Januar – 24. Januar |
| 2019 | Azet & Zuna                                   | Super Plus                                                       | 1      | 22. März – 28. März |
| 2019 | Mero                                          | Ya Hero Ya Mero                                                  | 2      | 29. März – 11. April |
| 2019 | Andrea Berg                                   | Mosaik                                                           | 5      | 19. April – 25. April 3. Mai – 9. Mai 17. Mai – 30. Mai 22. Mai 2020 – 28. Mai 2020 |
| 2019 | Rammstein                                     | Unbetitelt                                                       | 2      | 31. Mai – 13. Juni |
| 2019 | Sarah Connor                                  | Herz Kraft Werke                                                 | 2      | 14. Juni – 27. Juni |
| 2019 | LX & Maxwell                                  | Obststand 2                                                      | 1      | 12. Juli – 18. Juli |
| 2019 | Sido                                          | Ich und keine Maske                                              | 1      | 11. Oktober – 17. Oktober |
| 2019 | Capital Bra & Samra                           | Berlin lebt 2                                                    | 2      | 18. Oktober – 31. Oktober |
| 2019 | Die Toten Hosen                               | Alles ohne Strom                                                 | 1      | 8. November – 14. November |
| 2020 | Daniela Alfinito                              | Liebes-Tattoo                                                    | 1      | 17. Januar – 23. Januar |
| 2020 | Die Amigos                                    | 50 Jahre: Unsere Schlager von damals                             | 1      | 21. Februar – 27. Februar |
| 2020 | Gzuz                                          | Gzuz                                                             | 1      | 28. Februar – 5. März |
| 2020 | Böhse Onkelz                                  | Böhse Onkelz                                                     | 2      | 13. März – 26. März |
| 2020 | Haze                                          | Brot & Spiele                                                    | 1      | 27. März – 2. April |
| 2020 | Ramon Roselly                                 | Herzenssache                                                     | 2      | 24. April – 30. April 15. Mai – 21. Mai |
| 2020 | Ufo361                                        | Rich Rich                                                        | 1      | 8. Mai – 14. Mai |
| 2020 | Verschiedene Interpreten                      | Sing meinen Song – Das Tauschkonzert Vol. 7                      | 1      | 5. Juni – 11. Juni |
| 2020 | Thomas Anders & Florian Silbereisen           | Das Album                                                        | 1      | 19. Juni – 2. Juli |
| 2020 | Die Amigos                                    | Tausend Träume                                                   | 1      | 24. Juli – 30. Juli |
| 2020 | Fantasy                                       | 10.000 bunte Luftballons                                         | 1      | 7. August – 13. August |
| 2020 | Apache 207                                    | Treppenhaus                                                      | 1      | 14. August – 20. August |
| 2020 | Bonez MC                                      | Hollywood                                                        | 1      | 25. September – 1. Oktober |
| 2020 | Kontra K                                      | Vollmond                                                         | 1      | 9. Oktober – 15. Oktober |
| 2020 | Ufo361 & Sonus030                             | Nur für dich                                                     | 1      | 16. Oktober – 22. Oktober |
| 2020 | KC Rebell & Summer Cem                        | Maximum III                                                      | 1      | 30. Oktober – 5. November |
| 2021 | Daniela Alfinito                              | Splitter aus Glück                                               | 1      | 22. Januar – 28. Januar |
| 2021 | Katja Krasavice                               | Eure Mami                                                        | 1      | 12. Februar – 18. Februar |
| 2021 | Kool Savas                                    | Aghori                                                           | 1      | 5. März – 11. März |
| 2021 | Samra                                         | Rohdiamant                                                       | 1      | 7. Mai – 13. Mai |
| 2021 | Ufo361                                        | Stay High                                                        | 1      | 14. Mai – 20. Mai |
| 2021 | Wincent Weiss                                 | Vielleicht irgendwann                                            | 1      | 21. Mai – 27. Mai |
| 2021 | 187 Strassenbande                             | Sampler 5                                                        | 1      | 28. Mai – 3. Juni |
| 2021 | Kontra K                                      | Aus dem Licht in den Schatten zurück                             | 1      | 4. Juni – 10. Juni |
| 2021 | K.I.Z                                         | Rap über Hass                                                    | 1      | 11. Juni – 17. Juni |
| 2021 | Die Amigis                                    | Freiheit                                                         | 1      | 23. Juli – 29. Juli |
| 2021 | Die Ärzte                                     | Dunkel                                                           | 1      | 8. Oktober – 14. Oktober |
| 2021 | Helene Fischer                                | Rausch                                                           | 2      | 29. Oktober – 11. November |
| 2022 | Daniela Alfinito                              | Löwenmut                                                         | 1      | 18. Januar – 24. Januar |
| 2022 | Katja Krasavice                               | Pussy Power                                                      | 1      | 22. Februar – 28. Februar |
| 2022 | Fantasy                                       | Lieder unseres Lebens                                            | 1      | 1. März – 7. März |
| 2022 | Casper                                        | Alles war schön und nichts tat weh                               | 1      | 8. März – 14. März |
| 2022 | Rammstein                                     | Zeit                                                             | 8      | 10. Mai – 30. Mai 7. Juni – 20. Juni 5. Juli – 25. Juli |
| 2022 | Die Amigos                                    | Liebe siegt                                                      | 1      | 2. August – 8. August |
| 2022 | Andrea Berg                                   | Ich würd’s wieder tun                                            | 2      | 9. August – 22. August |
| 2022 | Cro                                           | 11:11                                                            | 1      | 23. August – 29. August |
| 2022 | Bonez MC & RAF Camora                         | Palmen aus Plastik 3                                             | 3      | 20. September – 10. Oktober |
| 2022 | Sido                                          | Paul                                                             | 1      | 20. Dezember – 26. Dezember |
|      |                                               |                                                                  | 453    | |

### Singles
| Jahr | Interpret                                          | Titel                                                         | Wochen | Zeitraum                                                                                  |
| ---- | -------------------------------------------------- | ------------------------------------------------------------- | ------ | ----------------------------------------------------------------------------------------- |
| 1965 | Martin Lauer                                       | Taxi nach Texas                                               | 4      | 15. April – 14. Mai                                                                       |
| 1966 | Drafi Deutscher and His Magics                     | Marmor, Stein und Eisen bricht                                | 4      | 15. Januar – 14. Februar                                                                  |
| 1966 | Chris Andrews                                      | Yesterday Man                                                 | 4      | 15. Februar – 14. März                                                                    |
| 1966 | Roy Black                                          | Ganz in Weiß                                                  | 4      | 15. März – 14. April                                                                      |
| 1969 | Chris Andrews                                      | Pretty Belinda                                                | 4      | 15. September – 14. Oktober                                                               |
| 1973 | The Les Humphries Singers                          | Mexico                                                        | 8      | 15. Januar – 14. März                                                                     |
| 1973 | Vicky Leandros                                     | Ich hab’ die Liebe geseh’n (Un fiume amaro – Kaymos)          | 4      | 15. März – 14. April                                                                      |
| 1973 | The Les Humphries Singers                          | Mama Loo                                                      | 8      | 15. Mai – 14. Juli                                                                        |
| 1974 | Gunter Gabriel                                     | Hey Boß, ich brauch’ mehr Geld                                | 4      | 15. Oktober – 14. November                                                                |
| 1975 | Frank Zander                                       | Der Ur-Ur-Enkel von Frankenstein                              | 4      | 15. März – 14. April                                                                      |
| 1976 | Boney M.                                           | Daddy Cool                                                    | 16     | 15. November 1976 – 14. März 1977                                                         |
| 1977 | Boney M.                                           | Sunny                                                         | 4      | 15. März – 14. April                                                                      |
| 1977 | Boney M.                                           | Ma Baker                                                      | 12     | 15. Juni – 14. September                                                                  |
| 1978 | Boney M.                                           | Rivers of Babylon                                             | 16     | 15. Mai – 14. September                                                                   |
| 1978 | Boney M.                                           | Rasputin                                                      | 4      | 15. November – 14. Dezember                                                               |
| 1979 | Boney M.                                           | El Lute                                                       | 8      | 15. September – 14. November                                                              |
| 1980 | Goombay Dance Band                                 | Sun of Jamaica                                                | 6      | 1. Mai – 14. Juni                                                                         |
| 1980 | Mike Krüger                                        | Der Nippel                                                    | 4      | 15. Juni – 14. Juli                                                                       |
| 1980 | Goombay Dance Band                                 | Aloha-oe, Until We Meet Again                                 | 2      | 15. Juli – 31. Juli                                                                       |
| 1981 | Frank Duval & Orchestra                            | Angel of Mine                                                 | 6      | 1. Februar – 28. Februar, 15. März – 31. März                                             |
| 1981 | Fred Sonnenschein und seine Freunde (Frank Zander) | Ja, wenn wir alle Englein wären                               | 6      | 15. November – 31. Dezember                                                               |
| 1982 | Spider Murphy Gang                                 | Skandal im Sperrbezirk                                        | 4      | 1. April – 30. April                                                                      |
| 1982 | Nicole                                             | Ein bißchen Frieden                                           | 4      | 15. Mai – 14. Juni                                                                        |
| 1982 | Trio                                               | Da Da Da ich lieb dich nicht du liebst mich nicht aha aha aha | 4      | 15. Juni – 14. Juli                                                                       |
| 1983 | Peter Schilling                                    | Major Tom (völlig losgelöst)                                  | 6      | 1. März – 14. April                                                                       |
| 1983 | Nena                                               | 99 Luftballons                                                | 2      | 15. April 1983 – 30. April                                                                |
| 1983 | Geier Sturzflug                                    | Bruttosozialprodukt                                           | 4      | 15. Mai 1983 – 14. Juni                                                                   |
| 1983 | DÖF                                                | Codo … düse im Sauseschritt                                   | 8      | 15. Juni – 14. August                                                                     |
| 1984 | Nino de Angelo                                     | Jenseits von Eden                                             | 2      | 1. Februar – 14. Februar                                                                  |
| 1984 | Masquerade (Drafi Deutscher)                       | Guardian Angel                                                | 8      | 15. Februar – 14. April                                                                   |
| 1984 | Stefan Waggershausen & Alice                       | Zu nah am Feuer                                               | 4      | 15. April – 14. Mai                                                                       |
| 1985 | Modern Talking                                     | You’re My Heart, You’re My Soul                               | 4      | 1. April – 30. April                                                                      |
| 1985 | Modern Talking                                     | You Can Win If You Want                                       | 2      | 1. Juli – 14. Juli                                                                        |
| 1985 | Frank Duval                                        | Give Me Your Love                                             | 2      | 1. August – 14. August                                                                    |
| 1985 | Bad Boys Blue                                      | You’re a Woman                                                | 6      | 15. August – 30. September                                                                |
| 1985 | Sandra                                             | (I’ll Never Be) Maria Magdalena                               | 2      | 1. Oktober – 14. Oktober                                                                  |
| 1985 | Modern Talking                                     | Cheri, Cheri Lady                                             | 4      | 15. Oktober – 14. November                                                                |
| 1986 | Münchener Freiheit                                 | Ohne dich (schlaf ich heut Nacht nicht ein)                   | 4      | 15. April – 14. Mai                                                                       |
| 1986 | Peter Kent & Luisa Fernandez                       | Solo por tí                                                   | 6      | 1. September – 14. September, 1. Oktober – 31. Oktober                                    |
| 1987 | Mixed Emotions                                     | You Want Love                                                 | 10     | 1. Januar – 14. Januar, 1. Februar – 31. März                                             |
| 1988 | O. K.                                              | Okay!                                                         | 2      | 1. Juni – 14. Juni                                                                        |
| 1988 | Milli Vanilli                                      | Girl You Know It’s True                                       | 4      | 15. Oktober – 14. November                                                                |
| 1989 | Milli Vanilli                                      | Girl I’m Gonna Miss You                                       | 5      | 1. Dezember 1989 – 6. Januar 1990                                                         |
| 1990 | Matthias Reim                                      | Verdammt, ich lieb’ Dich                                      | 12     | 15. Juli – 6. Oktober                                                                     |
| 1990 | Enigma                                             | Sadeness (Part I)                                             | 8      | 9. Dezember 1990 – 2. Februar 1991                                                        |
| 1991 | Scorpions                                          | Wind of Change                                                | 9      | 7. Juli – 7. September                                                                    |
| 1992 | U 96                                               | Das Boot                                                      | 7      | 12. April – 16. Mai, 12. April – 16. Mai                                                  |
| 1992 | Snap!                                              | Rhythm Is a Dancer                                            | 2      | 31. Mai – 13. Juni                                                                        |
| 1992 | Die Fantastischen Vier                             | Die da                                                        | 6      | 6. Dezember 1992 – 16. Januar 1993                                                        |
| 1993 | Haddaway                                           | What Is Love                                                  | 9      | 9. Mai – 10. Juli                                                                         |
| 1993 | Culture Beat                                       | Mr. Vain                                                      | 1      | 11. Juli – 17. Juli                                                                       |
| 1994 | Lucilectric                                        | Hey Süßer                                                     | 3      | 30. Oktober – 5. November, 13. November – 26. November                                    |
| 1995 | Sin with Sebastian                                 | Shut Up (And Sleep with Me)                                   | 7      | 21. Mai – 8. Juli                                                                         |
| 1995 | Die Schröders                                      | Lass uns schmutzig Liebe machen                               | 1      | 9. Juli – 15. Juli                                                                        |
| 1996 | Fools Garden                                       | Lemon Tree                                                    | 2      | 17. März – 23. März, 31. März – 6. April                                                  |
| 1996 | Mr. President                                      | Coco Jamboo                                                   | 6      | 16. Juni – 27. Juli                                                                       |
| 1996 | Die Toten Hosen                                    | Zehn kleine Jägermeister                                      | 1      | 10. November – 16. November                                                               |
| 1997 | No Mercy                                           | When I Die                                                    | 7      | 16. Februar – 5. April                                                                    |
| 1997 | Tic Tac Toe                                        | Warum?                                                        | 4      | 6. April – 3. Mai                                                                         |
| 1998 | Die Ärzte                                          | Ein Schwein namens Männer                                     | 1      | 17. Mai – 23. Mai                                                                         |
| 1998 | Oli.P                                              | Flugzeuge im Bauch                                            | 6      | 1. November – 12. Dezember                                                                |
| 1999 | Liquido                                            | Narcotic                                                      | 4      | 31. Januar – 27. Februar                                                                  |
| 1999 | Lou Bega                                           | Mambo No. 5 (A Little Bit Of …)                               | 9      | 20. Juni – 21. August                                                                     |
| 1999 | E Nomine                                           | Vater Unser                                                   | 3      | 7. November – 27. November                                                                |
| 1999 | Oli.P                                              | So bist du (und wenn du gehst …)                              | 3      | 28. November – 18. Dezember                                                               |
| 1999 | Stefan Raab                                        | Maschen-Draht-Zaun                                            | 6      | 19. Dezember 1999 – 27. Jänner 2000                                                       |
| 2000 | French Affair                                      | My Heart Goes Boom (La Di Da Di)                              | 1      | 10. März – 16. März                                                                       |
| 2000 | Zlatko                                             | Ich vermiss’ Dich (wie die Hölle)                             | 4      | 5. Mai – 1. Juni                                                                          |
| 2000 | ATC                                                | Around the World (La La La La La)                             | 5      | 28. Juli – 31. August                                                                     |
| 2001 | No Angels                                          | Daylight in Your Eyes                                         | 6      | 11. Februar – 24. Februar                                                                 |
| 2001 | No Angels                                          | There Must Be an Angel (Playing with My Heart)                | 2      | 23. September – 6. Oktober                                                                |
| 2001 | Bro’Sis                                            | I Believe                                                     | 7      | 16. Dezember 2001 – 31. Jänner 2002                                                       |
| 2002 | Ben feat. Gim                                      | Engel                                                         | 3      | 11. April – 1. Mai                                                                        |
| 2002 | No Angels                                          | Something About Us                                            | 1      | 30. Mai – 5. Juni                                                                         |
| 2002 | Herbert Grönemeyer                                 | Mensch                                                        | 4      | 29. August – 25. September                                                                |
| 2002 | Die Gerd Show                                      | Der Steuersong (Las Kanzlern)                                 | 3      | 19. Dezember 2002 – 8. Jänner 2003                                                        |
| 2003 | Yvonne Catterfeld                                  | Für dich                                                      | 3      | 5. Juni – 18. Juni, 26. Juni – 2. Juli                                                    |
| 2003 | Nena & Kim Wilde                                   | Anyplace, Anywhere, Anytime                                   | 1      | 19. Juni – 25. Juni                                                                       |
| 2003 | Buddy vs. DJ The Wave                              | Ab in den Süden                                               | 12     | 3. Juli – 24. September                                                                   |
| 2003 | Scooter vs. Marc Acardipane & Dick Rules           | Maria (I Like It Loud)                                        | 1      | 25. September – 1. Oktober                                                                |
| 2003 | Overground                                         | Schick mir ’nen Engel                                         | 1      | 20. November – 26. November                                                               |
| 2004 | Oomph!                                             | Augen auf!                                                    | 4      | 22. Februar – 28. Februar, 7. März – 27. März                                             |
| 2004 | Nu Pagadi                                          | Sweetest Poison                                               | 4      | 26. Dezember 2004 – 22. Januar 2005                                                       |
| 2005 | Schnappi                                           | Schnappi, das kleine Krokodil                                 | 11     | 23. Januar – 9. April                                                                     |
| 2005 | Fettes Brot                                        | Emanuela                                                      | 4      | 10. April – 7. Mai                                                                        |
| 2005 | Tokio Hotel                                        | Durch den Monsun                                              | 6      | 4. September – 15. Oktober                                                                |
| 2006 | Bob Sinclar pres. Goleo VI feat. Gary „Nesta“ Pine | Love Generation                                               | 7      | 3. Februar – 23. März                                                                     |
| 2006 | Tokio Hotel                                        | Rette mich                                                    | 2      | 24. März – 6. April                                                                       |
| 2006 | Tobias Regner                                      | I Still Burn                                                  | 4      | 7. April – 4. Mai                                                                         |
| 2006 | Tokio Hotel                                        | Der letzte Tag                                                | 1      | 8. September – 14. September                                                              |
| 2006 | Silbermond                                         | Das Beste                                                     | 6      | 3. November – 14. Dezember                                                                |
| 2006 | Monrose                                            | Shame                                                         | 3      | 15. Dezember 2006 – 4. Januar 2007                                                        |
| 2007 | Tokio Hotel                                        | Übers Ende der Welt                                           | 1      | 9. Februar – 15. Februar                                                                  |
| 2007 | Mark Medlock                                       | Now or Never                                                  | 3      | 25. Mai – 14. Juni                                                                        |
| 2007 | Monrose                                            | Hot Summer                                                    | 4      | 13. Juli – 19. Juli, 27. Juli – 16. August                                                |
| 2007 | Alex C. feat. Y-ass                                | Du hast den schönsten Arsch der Welt                          | 2      | 16. November – 29. November                                                               |
| 2008 | Schnuffel                                          | Kuschel Song                                                  | 6      | 7. März – 17. April                                                                       |
| 2008 | Thomas Godoj                                       | Love Is You                                                   | 2      | 6. Juni – 19. Juni                                                                        |
| 2009 | Daniel Schuhmacher                                 | Anything but Love                                             | 1      | 29. Mai – 4. Juni                                                                         |
| 2010 | Mehrzad Marashi                                    | Don’t Believe                                                 | 4      | 30. April – 27. Mai                                                                       |
| 2011 | Pietro Lombardi                                    | Call My Name                                                  | 4      | 20. Mai – 16. Juni                                                                        |
| 2012 | The BossHoss                                       | Don’t Gimme That                                              | 3      | 6. April – 26. April                                                                      |
| 2012 | Asaf Avidan & The Mojos / Wankelmut                | One Day / Reckoning Song                                      | 6      | 31. August – 11. Oktober                                                                  |
| 2013 | Cro                                                | Einmal um die Welt                                            | 1      | 4. Januar – 10. Januar                                                                    |
| 2013 | Milky Chance                                       | Stolen Dance                                                  | 1      | 6. Dezember – 12. Dezember                                                                |
| 2014 | Adel Tawil                                         | Lieder                                                        | 1      | 24. Januar – 30. Januar                                                                   |
| 2014 | Helene Fischer                                     | Atemlos durch die Nacht                                       | 4      | 7. Februar – 27. Februar, 8. August – 14. August                                          |
| 2014 | Mr. Probz / Robin Schulz                           | Waves (Robin Schulz Remix)                                    | 4      | 21. März – 17. April                                                                      |
| 2014 | Cro                                                | Traum                                                         | 4      | 30. Mai – 26. Juni                                                                        |
| 2014 | Lilly Wood & the Prick & Robin Schulz              | Prayer in C (Robin Schulz Remix)                              | 5      | 27. Juni – 24. Juli, 1. August – 7. August                                                |
| 2014 | Andreas Bourani                                    | Auf uns                                                       | 1      | 25. Juli – 31. Juli                                                                       |
| 2015 | Omi / Felix Jaehn                                  | Cheerleader (Felix Jaehn Remix)                               | 1      | 20. März – 26. März                                                                       |
| 2015 | Felix Jaehn feat. Jasmine Thompson                 | Ain’t Nobody (Loves Me Better)                                | 1      | 19. Juni – 25. Juni                                                                       |
| 2015 | Anna Naklab feat. Alle Farben & Younotus           | Supergirl                                                     | 2      | 10. Juli – 23. Juli                                                                       |
| 2015 | Robin Schulz feat. Francesco Yates                 | Sugar                                                         | 2      | 21. August – 3. September                                                                 |
| 2015 | Die Ärzte                                          | Schrei nach Liebe                                             | 1      | 18. September – 24. September                                                             |
| 2015 | Sido feat. Andreas Bourani                         | Astronaut                                                     | 6      | 25. September – 5. November                                                               |
| 2016 | Sportfreunde Stiller                               | Das Geschenk                                                  | 1      | 16. September – 22. September                                                             |
| 2017 | Kay One feat. Pietro Lombardi                      | Señorita                                                      | 3      | 22. September – 12. Oktober                                                               |
| 2017 | Bausa                                              | Was du Liebe nennst                                           | 10     | 10. November – 23. November, 1. Dezember – 28. Dezember, 5. Januar 2018 – 1. Februar 2018 |
| 2018 | Katja Krasavice                                    | Dicke Lippen                                                  | 1      | 20. April – 26. April                                                                     |
| 2018 | Capital Bra feat. Ufo361                           | Neymar                                                        | 2      | 11. Mai – 24. Mai                                                                         |
| 2018 | Bushido feat. Samra & Capital Bra                  | Für euch alle                                                 | 1      | 20. Juli – 26. Juli                                                                       |
| 2018 | Capital Bra feat. Juju                             | Melodien                                                      | 1      | 17. August – 23. August                                                                   |
| 2018 | Bonez MC & RAF Camora feat. Gzuz                   | Kokain                                                        | 1      | 28. September – 4. Oktober                                                                |
| 2018 | Bonez MC & RAF Camora                              | Nummer unterdrückt                                            | 1      | 19. Oktober – 25. Oktober                                                                 |
| 2018 | AriBeatz feat. RAF Camora & Sofiane                | Perfekt                                                       | 1      | 30. November – 6. Dezember                                                                |
| 2018 | Mero                                               | Baller los                                                    | 1      | 7. Dezember – 13. Dezember                                                                |
| 2019 | Shindy                                             | Dodi                                                          | 1      | 25. Januar – 31. Januar                                                                   |
| 2019 | Mero                                               | Hobby Hobby                                                   | 1      | 1. Februar – 7. Februar                                                                   |
| 2019 | Eno feat. Mero                                     | Ferrari                                                       | 1      | 22. Februar – 28. Februar                                                                 |
| 2019 | KC Rebell feat. Summer Cem & Capital Bra           | DNA                                                           | 1      | 1. März – 7. März                                                                         |
| 2019 | Mero                                               | Wolke 10                                                      | 1      | 22. März– 28. März                                                                        |
| 2019 | Capital Bra feat. Samra                            | Wir ticken                                                    | 1      | 29. März – 4. April                                                                       |
| 2019 | Samra                                              | Harami                                                        | 1      | 19. April – 25. April                                                                     |
| 2019 | Capital Bra feat. Summer Cem & KC Rebell           | Rolex                                                         | 1      | 26. April – 2. Mai                                                                        |
| 2019 | Samra & Capital Bra                                | Wieder lila                                                   | 1      | 31. Mai – 13. Juni                                                                        |
| 2019 | Capital Bra & Samra                                | Tilidin                                                       | 1      | 5. Juli – 11. Juli                                                                        |
| 2019 | KC Rebell feat. RAF Camora                         | Neptun                                                        | 1      | 2. August – 8. August                                                                     |
| 2019 | Capital Bra & Samra                                | Nummer eins                                                   | 1      | 6. September – 12. September                                                              |
| 2020 | RAF Camora & The Cratez                            | Maschine                                                      | 1      | 17. Januar – 23. Januar                                                                   |
| 2020 | Juju & Loredana                                    | Kein Wort                                                     | 1      | 31. Januar – 6. Februar                                                                   |
| 2020 | Gzuz                                               | Donuts                                                        | 1      | 7. Februar – 13. Februar                                                                  |
| 2020 | Joker Bra & Vize                                   | Baby                                                          | 2      | 14. Februar – 27. Februar                                                                 |
| 2020 | Bonez MC                                           | Shotz Fired                                                   | 1      | 24. April – 30. April                                                                     |
| 2020 | Shirin David                                       | 90-60-111                                                     | 1      | 8. Mai – 14. Mai                                                                          |
| 2020 | Apache 207                                         | Fame                                                          | 2      | 22. Mai – 4. Juni                                                                         |
| 2020 | Bonez MC                                           | Roadrunner                                                    | 1      | 5. Juni – 11. Juni                                                                        |
| 2020 | AK Ausserkontrolle & Bonez MC                      | In meinem Benz                                                | 1      | 12. Juni – 18. Juni                                                                       |
| 2020 | Ufo361                                             | Emotions                                                      | 1      | 26. Juni – 2. Juli                                                                        |
| 2020 | Bonez MC                                           | Big Body Benz                                                 | 1      | 3. Juli – 9. Juli                                                                         |
| 2020 | Apache 207                                         | Bläulich                                                      | 1      | 17. Juli – 23. Juli                                                                       |
| 2020 | Capital Bra feat. Cro                              | Frühstück in Paris                                            | 1      | 4. September – 10. September                                                              |
| 2020 | Bonez MC                                           | Angeklagt                                                     | 2      | 6. November – 19. November                                                                |
| 2021 | Ufo361 feat. Bonez MC                              | 7                                                             | 1      | 15. Januar – 21. Januar                                                                   |
| 2021 | Kasimir1441 feat. Badmómzjay & Wildbwoys           | Ohne Dich                                                     | 3      | 12. Februar – 4. März                                                                     |
| 2021 | Bausa feat. Apache 207                             | Madonna                                                       | 1      | 5. März – 11. März                                                                        |
| 2021 | RAF Camora feat. Bonez MC                          | Blaues Licht                                                  | 2      | 6. August – 19. August                                                                    |
| 2021 | RAF Camora feat. Luciano                           | 2CB                                                           | 1      | 24. September – 30. September                                                             |
| 2022 | Miksu/Macloud feat. T-Low                          | Sehnsucht                                                     | 3      | 15. März – 4. April                                                                       |
| 2022 | T-Low feat. Miksu/Macloud                          | We Made It                                                    | 1      | 3. Mai – 9. Mai                                                                           |
| 2022 | Luciano                                            | Beautiful Girl                                                | 8      | 10. Mai 2022 – 4. Juli                                                                    |
| 2022 | DJ Robin & Schürze                                 | Layla                                                         | 8      | 5. Juli – 29. August                                                                      |
| 2022 | Nina Chuba                                         | Wildberry Lillet                                              | 2      | 30. August – 12. September                                                                |
| 2022 | Makko & Miksu/Macloud                              | Nachts wach                                                   | 3      | 13. September – 3. Oktober                                                                |
| 2022 | Luciano feat. Aitch & Bia                          | Bamba                                                         | 5      | 4. Oktober – 7. November                                                                  |
| 2022 | Kim Petras & Sam Smith                             | Unholy                                                        | 3      | 8. November – 28. November                                                                |
|      |                                                    |                                                               | 614    |                                                                                           |

## Polen

### Alben
| Jahr | Interpret    | Titel          | Wochen | Zeitraum                |
| ---- | ------------ | -------------- | ------ | ----------------------- |
| 2007 | Ayọ          | Joyful         | 3      | 9. April – 29. April    |
| 2017 | Álvaro Soler | Eterno agosto  | 2      | 27. April – 10. Mai     |
| 2019 | Rammstein    | Unbetitelt     | 1      | 17. Mai – 23. Mai       |
| 2020 | Hans Zimmer  | Live in Prague | 1      | 10. Januar – 16. Januar |
| 2022 | Scorpions    | Rock Believer  | 1      | 25. Februar – 3. März   |
|      |              |                | 8      |                         |

### Singles
| Jahr | Interpret                                         | Titel                            | Wochen | Zeitraum                                                |
| ---- | ------------------------------------------------- | -------------------------------- | ------ | ------------------------------------------------------- |
| 2012 | Oceana                                            | Endless Summer                   | 3      | 2. Juni – 22. Juni                                      |
| 2012 | Asaf Avidan & The Mojos / Wankelmut               | One Day / Reckoning Song         | 1      | 8. Dezember – 14. Dezember                              |
| 2014 | Milky Chance                                      | Stolen Dance                     | 5      | 28. März – 11. April, 19. April – 9. Mai                |
| 2014 | Mr. Probz / Robin Schulz                          | Waves (Robin Schulz Remix)       | 1      | 14. Juni – 20. Juni                                     |
| 2014 | Elaiza                                            | Is It Right                      | 1      | 19. Juli – 25. Juli                                     |
| 2014 | Lilly Wood & the Prick & Robin Schulz             | Prayer in C (Robin Schulz Remix) | 5      | 30. August – 10. Oktober                                |
| 2015 | Omi / Felix Jaehn                                 | Cheerleader (Felix Jaehn Remix)  | 1      | 30. Mai – 5. Juni                                       |
| 2015 | Felix Jaehn feat. Jasmine Thompson                | Ain’t Nobody (Loves Me Better)   | 1      | 15. August – 21. August                                 |
| 2015 | Anna Naklab feat. Alle Farben & Younotus          | Supergirl                        | 2      | 22. August– 4. September                                |
| 2015 | Álvaro Soler                                      | El mismo sol                     | 1      | 10. Oktober – 16. Oktober                               |
| 2016 | The King's Son feat. Shaggy / Hitimpulse          | I’m Not Rich (Hitimpulse Remix)  | 1      | 30. Januar – 5. Februar                                 |
| 2016 | Álvaro Soler                                      | Agosto                           | 2      | 13. Februar – 26. Februar                               |
| 2016 | Robin Schulz feat. J.U.D.G.E.                     | Show Me Love                     | 1      | 5. März – 11. März                                      |
| 2016 | Álvaro Soler                                      | Sofia                            | 2      | 4. Juni – 10. Juni, 25. Juni – 1. Juli                  |
| 2017 | Álvaro Soler feat. Monika Lewczuk                 | Libre                            | 2      | 21. Januar – 3. Februar                                 |
| 2017 | Robin Schulz feat. James Blunt                    | OK                               | 3      | 15. Juli – 4. August                                    |
| 2020 | Vize & Tom Gregory                                | Never Let Me Down                | 4      | 25. Juli – 21. August                                   |
| 2020 | Twocolors                                         | Lovefool                         | 2      | 29. August – 4. September 19. September – 25. September |
| 2020 | Ofenbach & Quarterhead feat. Norma Jean Martine   | Head, Shoulders, Knees & Toes    | 2      | 5. September – 11. September 3. Oktober – 9. Oktober    |
| 2020 | Purple Disco Machine & Sophie and the Giants      | Hypnotized                       | 2      | 21. November – 27. November 19. Dezember – 25. Dezember |
| 2020 | Robin Schulz feat. Kiddo                          | All We Got                       | 6      | 26. Dezember 2020 – 5. Februar 2021                     |
| 2021 | Toby Romeo, Felix Jaehn & Faulhaber               | Where the Lights Are Low         | 1      | 1. Mai – 7. Mai                                         |
| 2021 | Majestic × Boney M.                               | Rasputin                         | 1      | 22. Mai – 28. Mai                                       |
| 2022 | Becky Hill feat. Topic                            | My Heart Goes (La Di Da)         | 1      | 8. Januar – 14. Januar                                  |
| 2022 | Pascal Letoublon feat. Leony                      | Friendships (Lost My Love)       | 1      | 22. Januar – 28. Januar                                 |
| 2022 | Younotus feat. Bryska                             | Samba                            | 3      | 16. Juli – 22. Juli 13. August – 26. August             |
| 2022 | Kamrad                                            | I Believe                        | 2      | 23. Juli – 5. August                                    |
| 2022 | James Carter & Meduza feat. Elley Duhé & Fast Boy | Bad Memories                     | 1      | 8. Oktober – 14. Oktober                                |
| 2022 | Twocolors feat. Nina Chuba                        | Heavy Metal Love                 | 2      | 22. Oktober – 4. November                               |
|      |                                                   |                                  | 60     |                                                         |

## Portugal

### Alben
| Jahr | Interpret | Titel      | Wochen | Zeitraum          |
| ---- | --------- | ---------- | ------ | ----------------- |
| 2019 | Rammstein | Unbetitelt | 2      | 21/2019 – 22/2019 |
|      |           |            | 2      |                   |

### Singles
| Jahr | Interpret       | Titel                | Wochen | Zeitraum            |
| ---- | --------------- | -------------------- | ------ | ------------------- |
| 1993 | Haddaway        | What Is Love         | 1+     | 1993                |
| 2002 | Sarah Connor    | From Sarah with Love | 1      | 12. Juni – 18. Juni |
| 2020 | Topic feat. A7S | Breaking Me          | 3      | 24/2020 – 26/2020   |
|      |                 |                      | 5      |                     |

## Rumänien

### Singles
| Jahr | Interpret            | Titel              | Wochen | Zeitraum                              |
| ---- | -------------------- | ------------------ | ------ | ------------------------------------- |
| 2004 | Schiller mit Heppner | Leben … I Feel You | 3      | 17. Mai – 23. Mai, 31. Mai – 13. Juni |
| 2006 | Reamonn              | Tonight            | 8      | 20. November 2006 – 21. Januar 2007   |
| 2009 | Oceana               | Cry Cry            | 10     | 30. April – 5. Juli                   |
|      |                      |                    | 21     |                                       |

## Schweden

### Alben
| Jahr | Interpret      | Titel                     | Wochen | Zeitraum                                  |
| ---- | -------------- | ------------------------- | ------ | ----------------------------------------- |
| 1977 | Boney M.       | Take the Heat off Me      | 6      | 11. Januar – 24. Februar                  |
| 1977 | Boney M.       | Love for Sale             | 10     | 17. Juni – 25. August                     |
| 1978 | Boney M.       | Nightflight to Venus      | 8      | 28. Juli – 21. September                  |
| 1998 | Modern Talking | Back for Good             | 5      | 5. Juni – 11. Juni, 24. Juli – 20. August |
| 2007 | Tokio Hotel    | Scream                    | 1      | 14. Juni – 20. Juni                       |
| 2010 | The Baseballs  | Strike!                   | 3      | 22. Januar – 11. Februar                  |
| 2012 | Rammstein      | Made in Germany 1995–2011 | 1      | 20. Januar – 26. Januar                   |
| 2022 | Rammstein      | Zeit                      | 1      | 12. Mai – 18. Mai                         |
|      |                |                           | 35     |                                           |

### Singles
| Jahr | Interpret                             | Titel                            | Wochen | Zeitraum                             |
| ---- | ------------------------------------- | -------------------------------- | ------ | ------------------------------------ |
| 1976 | Boney M.                              | Daddy Cool                       | 12     | 30. November 1976 – 24. Februar 1977 |
| 1977 | Boney M.                              | Ma Baker                         | 6      | 15. Juli – 25. August                |
| 1978 | Boney M.                              | Rivers of Babylon                | 10     | 14. Juli – 21. September             |
| 1979 | Boney M.                              | Mary’s Boy Child / Oh My Lord    | 2      | 12. Januar – 25. Januar              |
| 1982 | Nicole                                | Ein bißchen Frieden              | 11     | 18. Mai – 2. August                  |
| 1984 | Nena                                  | 99 Luftballons                   | 6      | 3. April – 14. Mai                   |
| 1984 | Alphaville                            | Big in Japan                     | 6      | 29. Mai – 2. August                  |
| 1984 | Alphaville                            | Sounds Like a Melody             | 2      | 31. August – 13. September           |
| 1984 | Alphaville                            | Forever Young                    | 2      | 21. Dezember 1984 – 10. Januar 1985  |
| 1985 | Sandra                                | (I’ll Never Be) Maria Magdalena  | 8      | 23. August – 17. Oktober             |
| 1986 | Modern Talking                        | Brother Louie                    | 6      | 5. März – 15. April                  |
| 1991 | Enigma                                | Sadness Part I                   | 4      | 16. Januar – 12. Februar             |
| 1991 | Scorpions                             | Wind of Change                   | 8      | 8. Mai – 2. Juli                     |
| 1993 | Haddaway                              | Life                             | 1      | 22. September – 28. September        |
| 1994 | Enigma                                | Return to Innocence              | 1      | 11. März – 17. März                  |
| 1995 | Mark'Oh                               | Tears Don’t Lie                  | 2      | 10. Februar – 23. Februar            |
| 1995 | La Bouche                             | Be My Lover                      | 1      | 26. Mai – 1. Juni                    |
| 1996 | Fool's Garden                         | Lemon Tree                       | 1      | 14. Juni – 20. Juni                  |
| 1996 | Mr. President                         | Coco Jamboo                      | 5      | 20. September – 24. Oktober          |
| 1999 | Lou Bega                              | Mambo No.5 (A Little Bit of…)    | 7      | 15. Juli – 1. September              |
| 2005 | Schnappi                              | Schnappi, das kleine Krokodil    | 3      | 5. Mai – 11. Mai, 19. Mai – 1. Juni  |
| 2006 | Cascada                               | Everytime We Touch               | 1      | 7. September – 13. September         |
| 2010 | Lena Meyer-Landrut                    | Satellite                        | 3      | 4. Juni – 24. Juni                   |
| 2014 | Mr. Probz / Robin Schulz              | Waves (Robin Schulz Remix)       | 3      | 11. April – 30. April                |
| 2014 | Lilly Wood & the Prick & Robin Schulz | Prayer in C (Robin Schulz Remix) | 5      | 31. Juli – 3. September              |
| 2014 | Omi / Felix Jaehn                     | Cheerleader (Felix Jaehn Remix)  | 9      | 6. November 2014 – 8. Januar 2015    |
|      |                                       |                                  | 125    |                                      |

## Schweiz

### Alben
| Jahr | Interpret                           | Titel                                           | Wochen | Zeitraum                                                     |
| ---- | ----------------------------------- | ----------------------------------------------- | ------ | ------------------------------------------------------------ |
| 1984 | Nena                                | ? (Fragezeichen)                                | 5      | 12. Februar – 17. März                                       |
| 1985 | Peter Maffay                        | Sonne in der Nacht                              | 5      | 29. September – 2. November                                  |
| 1985 | Modern Talking                      | Let’s Talk About Love                           | 4      | 3. November – 30. November                                   |
| 1986 | Herbert Grönemeyer                  | Sprünge                                         | 2      | 6. April – 12. April, 4. Mai – 10. Mai                       |
| 1986 | Modern Talking                      | Ready for Romance                               | 1      | 8. Juni – 14. Juni                                           |
| 1988 | Herbert Grönemeyer                  | Ö                                               | 6      | 24. April – 4. Juni                                          |
| 1990 | Matthias Reim                       | Reim                                            | 10     | 29. Juli – 6. Oktober                                        |
| 1995 | Elton John, Tim Rice & Hans Zimmer  | The Lion King (O.S.T.)                          | 1      | 8. Januar – 14. Januar                                       |
| 1996 | Tic Tac Toe                         | Klappe die 2te                                  | 5      | 4. Mai – 7. Juni                                             |
| 1998 | Modern Talking                      | Back for Good                                   | 1      | 3. Mai – 9. Mai                                              |
| 1998 | Die Ärzte                           | 13                                              | 4      | 7. Juni – 4. Juli                                            |
| 1999 | Die Fantastischen Vier              | 4:99                                            | 4      | 9. Mai – 29. Mai                                             |
| 1999 | Lou Bega                            | A Little Bit of Mambo                           | 3      | 15. August – 28. August, 5. September – 11. September        |
| 2001 | No Angels                           | Elle’ments                                      | 4      | 25. März – 14. April, 29. April – 5. Mai                     |
| 2001 | Rammstein                           | Mutter                                          | 2      | 15. April – 28. April                                        |
| 2002 | Herbert Grönemeyer                  | Mensch                                          | 3      | 15. September – 5. Oktober                                   |
| 2003 | Overground                          | It’s Done                                       | 2      | 7. Dezember – 20. Dezember                                   |
| 2004 | Rammstein                           | Reise, Reise                                    | 1      | 10. Oktober – 16. Oktober                                    |
| 2005 | Nena                                | Willst du mit mir gehn                          | 2      | 3. April – 16. April                                         |
| 2005 | Xavier Naidoo                       | Telegramm für X                                 | 1      | 11. Dezember – 17. Dezember                                  |
| 2007 | Herbert Grönemeyer                  | 12                                              | 3      | 18. März – 7. April                                          |
| 2007 | beFour                              | All 4 One                                       | 1      | 19. August – 25. August                                      |
| 2008 | Söhne Mannheims vs. Xavier Naidoo   | Wettsingen in Schwetzingen – MTV Unplugged      | 1      | 19. Oktober – 25. Oktober                                    |
| 2009 | Michael Hirte                       | Der Mann mit der Mundharmonika                  | 1      | 4. Januar – 10. Januar                                       |
| 2009 | Silbermond                          | Nichts passiert                                 | 1      | 5. April – 11. April                                         |
| 2009 | Jan Delay                           | Wir Kinder vom Bahnhof Soul                     | 1      | 30. August – 5. September                                    |
| 2009 | Rammstein                           | Liebe ist für alle da                           | 2      | 1. November – 14. November                                   |
| 2010 | Die Fantastischen Vier              | Für dich immer noch Fanta Sie                   | 1      | 30. Mai – 5. Juni                                            |
| 2011 | Herbert Grönemeyer                  | Schiffsverkehr                                  | 3      | 3. April – 23. April                                         |
| 2011 | The Baseballs                       | Strings ’n’ Stripes                             | 3      | 1. Mai – 21. Mai                                             |
| 2011 | Bushido                             | Jenseits von Gut und Böse                       | 1      | 29. Mai – 4. Juni                                            |
| 2011 | 23 (Bushido & Sido)                 | 23                                              | 1      | 30. Oktober – 5. November                                    |
| 2011 | Kool Savas                          | Aura                                            | 1      | 27. November – 3. Dezember                                   |
| 2012 | Xavier Naidoo                       | Danke fürs Zuhören – Liedersammlung 1998–2012   | 3      | 19. Februar – 3. März, 11. März – 17. März                   |
| 2012 | Unheilig                            | Lichter der Stadt                               | 1      | 1. April – 7. April                                          |
| 2012 | Die Ärzte                           | auch                                            | 1      | 29. April – 5. Mai                                           |
| 2012 | Die Toten Hosen                     | Ballast der Republik                            | 1      | 20. Mai – 26. Mai                                            |
| 2012 | Xavas (Kool Savas & Xavier Naidoo)  | Gespaltene Persönlichkeit                       | 1      | 7. Oktober – 13. Oktober                                     |
| 2012 | Bushido                             | AMYF                                            | 1      | 28. Oktober – 3. November                                    |
| 2012 | Paul Kalkbrenner                    | Guten Tag                                       | 1      | 16. Dezember – 22. Dezember                                  |
| 2013 | Kollegah & Farid Bang               | Jung, brutal, gutaussehend 2                    | 1      | 24. Februar – 2. März                                        |
| 2013 | Andrea Berg                         | Atlantis                                        | 1      | 22. September – 28. September                                |
| 2013 | Helene Fischer                      | Farbenspiel                                     | 5      | 20. Oktober – 2. November, 17. August – 6. September         |
| 2013 | Sido                                | 30-11-80                                        | 1      | 15. Dezember – 21. Dezember                                  |
| 2014 | Bushido                             | Sonny Black                                     | 1      | 23. Februar – 1. März                                        |
| 2014 | Kollegah                            | King                                            | 1      | 18. Mai – 24. Mai                                            |
| 2014 | Cro                                 | Melodie                                         | 1      | 15. Juni – 21. Juni                                          |
| 2014 | Die Amigos                          | Sommerträume                                    | 1      | 3. August – 9. August                                        |
| 2014 | Majoe                               | Breiter als der Türsteher                       | 1      | 14. September – 20. September                                |
| 2014 | Shindy                              | FVCKB!TCHE$GETMONE¥                             | 1      | 19. Oktober – 25. Oktober                                    |
| 2014 | Kool Savas                          | Märtyrer                                        | 1      | 23. November – 29. November                                  |
| 2014 | Herbert Grönemeyer                  | Dauernd jetzt                                   | 1      | 30. November – 6. Dezember                                   |
| 2015 | Kurdo                               | Almaz                                           | 1      | 1. Februar – 7. Februar                                      |
| 2015 | Deichkind                           | Niveau weshalb warum                            | 1      | 8. Februar – 14. Februar                                     |
| 2015 | Bushido                             | Carlo Cokxxx Nutten 3                           | 1      | 22. Februar – 28. Februar                                    |
| 2015 | Farid Bang                          | Asphalt Massaka 3                               | 1      | 5. April – 11. April                                         |
| 2015 | Genetikk                            | Achter Tag                                      | 1      | 17. Mai – 23. Mai                                            |
| 2015 | Sarah Connor                        | Muttersprache                                   | 1      | 31. Mai – 6. Juni                                            |
| 2015 | KC Rebell                           | Fata Morgana                                    | 1      | 21. Juni – 27. Juni                                          |
| 2015 | Kay One                             | J.G.U.D.Z.S. – Jung genug um drauf zu scheissen | 1      | 28. Juni – 4. Juli                                           |
| 2015 | Die Amigos                          | Santiago Blue                                   | 1      | 5. Juli – 11. Juli                                           |
| 2015 | Cro                                 | MTV Unplugged: Cro                              | 1      | 12. Juli – 18. Juli                                          |
| 2015 | K.I.Z                               | Hurra die Welt geht unter                       | 1      | 19. Juli – 25. Juli                                          |
| 2015 | Paul Kalkbrenner                    | 7                                               | 1      | 16. August – 22. August                                      |
| 2015 | Sido                                | VI                                              | 1      | 20. September – 26. September                                |
| 2015 | Robin Schulz                        | Sugar                                           | 1      | 4. Oktober – 10. Oktober                                     |
| 2015 | Bushido & Shindy                    | Cla$$ic                                         | 1      | 15. November – 21. November                                  |
| 2016 | Xavier Naidoo                       | Nicht von dieser Welt 2                         | 1      | 10. April – 16. April                                        |
| 2016 | Andrea Berg                         | Seelenbeben                                     | 1      | 17. April – 23. April                                        |
| 2016 | Farid Bang                          | Blut                                            | 1      | 5. Juni – 11. Juni                                           |
| 2016 | Álvaro Soler                        | Eterno agosto                                   | 2      | 24. Juli – 30. Juli, 14. August – 20. August                 |
| 2016 | Die Amigos                          | Wie ein Feuerwerk                               | 1      | 31. Juli – 6. August                                         |
| 2016 | Coup (Haftbefehl & Xatar)           | Der Holland Job                                 | 1      | 21. August – 27. August                                      |
| 2016 | Fler                                | Vibe                                            | 1      | 11. September – 17. September                                |
| 2016 | Bonez MC & RAF Camora               | Palmen aus Plastik                              | 1      | 18. September – 24. September                                |
| 2016 | Böhse Onkelz                        | Memento                                         | 1      | 6. November – 12. November                                   |
| 2016 | Shindy                              | Dreams                                          | 1      | 20. November – 26. November                                  |
| 2016 | KC Rebell                           | Abstand                                         | 1      | 4. Dezember – 10. Dezember                                   |
| 2016 | Kollegah                            | Imperator                                       | 1      | 18. Dezember – 24. Dezember                                  |
| 2017 | Die Toten Hosen                     | Laune der Natur                                 | 1      | 14. Mai – 20. Mai                                            |
| 2017 | Helene Fischer                      | Helene Fischer                                  | 3      | 21. Mai – 10. Juni                                           |
| 2017 | Bushido                             | Black Friday                                    | 1      | 18. Juni – 24. Juni                                          |
| 2017 | KC Rebell & Summer Cem              | Maximum                                         | 1      | 25. Juni – 1. Juli                                           |
| 2017 | Fler & Jalil                        | Epic                                            | 1      | 9. Juli – 15. Juli                                           |
| 2017 | 187 Strassenbande                   | Sampler 4                                       | 1      | 23. Juli – 29. Juli                                          |
| 2017 | Die Amigos                          | Zauberland                                      | 1      | 6. August – 12. August                                       |
| 2017 | Kollegah & Farid Bang               | Jung, brutal, gutaussehend 3                    | 1      | 10. Dezember – 16. Dezember                                  |
| 2018 | Azet                                | Fast Life                                       | 1      | 8. April – 14. April                                         |
| 2018 | Die Fantastischen Vier              | Captain Fantastic                               | 1      | 6. Mai – 12. Mai                                             |
| 2018 | Die Amigos                          | 110 Karat                                       | 1      | 22. Juli – 28. Juli                                          |
| 2018 | Summer Cem                          | Endstufe                                        | 1      | 5. August – 11. August                                       |
| 2018 | Kollegah & Farid Bang               | Platin war gestern                              | 1      | 19. August – 25. August                                      |
| 2018 | Bushido                             | Mythos                                          | 1      | 7. Oktober – 13. Oktober                                     |
| 2018 | Bonez MC & RAF Camora               | Palmen aus Plastik 2                            | 1      | 14. Oktober – 20. Oktober                                    |
| 2018 | Kollegah                            | Monument                                        | 1      | 16. Dezember – 22. Dezember                                  |
| 2019 | Kool Savas                          | KKS                                             | 1      | 17. Februar – 23. Februar                                    |
| 2019 | Mero                                | Ya Hero Ya Mero                                 | 1      | 24. März – 30. März                                          |
| 2019 | Andrea Berg                         | Mosaik                                          | 1      | 14. April – 20. April                                        |
| 2019 | KC Rebell                           | Hasso                                           | 1      | 28. April – 4. Mai                                           |
| 2019 | Rammstein                           | Unbetitelt                                      | 2      | 26. Mai – 1. Juni 16. Juni – 22. Juni                        |
| 2019 | Die Amigos                          | Babylon                                         | 1      | 4. August – 10. August                                       |
| 2019 | Fantasy                             | Casanova                                        | 1      | 15. September – 21. September                                |
| 2019 | Capital Bra & Samra                 | Berlin lebt 2                                   | 1      | 13. Oktober – 19. Oktober                                    |
| 2019 | Die Toten Hosen                     | Alles ohne Strom                                | 1      | 3. November – 9. November                                    |
| 2019 | Bushido & Animus                    | Carlo Cokxxx Nutten 4                           | 1      | 29. Dezember 2019 – 4. Januar 2020                           |
| 2020 | Daniela Alfinito                    | Liebes-Tattoo                                   | 1      | 12. Januar – 18. Januar                                      |
| 2020 | Böhse Onkelz                        | Böhse Onkelz                                    | 1      | 8. März – 14. März                                           |
| 2020 | Samra                               | Jibrail & Iblis                                 | 1      | 26. April – 2. Mai                                           |
| 2020 | Verschiedene Interpreten            | Sing meinen Song – Das Tauschkonzert, Vol. 7    | 1      | 31. Mai – 6. Juni                                            |
| 2020 | Thomas Anders & Florian Silbereisen | Das Album                                       | 1      | 14. Juni – 20. Juni                                          |
| 2020 | Die Amigos                          | Tausend Träume                                  | 1      | 19. Juli – 1. August                                         |
| 2020 | Apache 207                          | Treppenhaus                                     | 1      | 9. August – 15. August                                       |
| 2020 | Bonez MC                            | Hollywood                                       | 1      | 20. September – 26. September                                |
| 2021 | Daniela Alfinito                    | Splitter aus Glück                              | 1      | 17. Januar – 23. Januar                                      |
| 2021 | Ufo361                              | Stay High                                       | 1      | 9. Mai – 15. Mai                                             |
| 2021 | 187 Strassenbande                   | Sampler 5                                       | 1      | 23. Mai – 29. Mai                                            |
| 2021 | Jan Delay                           | Earth, Wind & Feiern                            | 1      | 30. Mai – 5. Juni                                            |
| 2021 | Azet                                | Neue Welt                                       | 1      | 20. Juni – 3. Juli                                           |
| 2021 | Luciano                             | Aqua                                            | 1      | 11. Juli – 17. Juli                                          |
| 2021 | Die Amigos                          | Freiheit                                        | 1      | 18. Juli – 24. Juli                                          |
| 2021 | Farid Bang                          | Asozialer Marokkaner                            | 1      | 1. August – 7. August                                        |
| 2021 | Die Ärzte                           | Dunkel                                          | 1      | 3. Oktober – 9. Oktober                                      |
| 2021 | Santiano                            | Wenn die Kälte kommt                            | 1      | 17. Oktober – 23. Oktober                                    |
| 2021 | Helene Fischer                      | Rausch                                          | 1      | 24. Oktober – 30. Oktober                                    |
| 2022 | Rammstein                           | Zeit                                            | 3      | 8. Mai – 21. Mai 12. Juni – 18. Juni                         |
| 2022 | Die Toten Hosen                     | Alles aus Liebe: 40 Jahre Die Toten Hosen       | 1      | 5. Juni – 11. Juni                                           |
| 2022 | Capital Bra & Farid Bang            | Deutschrap brandneu                             | 1      | 24. Juli – 30. Juli                                          |
| 2022 | Sido                                | Paul                                            | 2      | 18. Dezember – 24. Dezember 8. Januar 2023 – 14. Januar 2023 |
|      |                                     |                                                 | 193    |                                                              |

### Singles
| Jahr | Interpret                                | Titel                                                         | Wochen | Zeitraum                                                                          |
| ---- | ---------------------------------------- | ------------------------------------------------------------- | ------ | --------------------------------------------------------------------------------- |
| 1968 | Roland W.                                | Monja                                                         | 5      | 2. Januar – 5. Februar                                                            |
| 1972 | Vicky Leandros                           | Après toi                                                     | 7      | 25. April – 12. Juni                                                              |
| 1972 | The Les Humphries Singers                | Mexico                                                        | 9      | 21. November 1972 – 22. Januar 1973                                               |
| 1973 | The Les Humphries Singers                | Mama Loo                                                      | 5      | 20. März – 23. April                                                              |
| 1973 | Bernd Clüver                             | Der Junge mit der Mundharmonika                               | 7      | 24. April – 11. Juni                                                              |
| 1974 | The Les Humphries Singers                | Kansas City                                                   | 4      | 22. Februar – 19. März                                                            |
| 1976 | Boney M.                                 | Daddy Cool                                                    | 14     | 15. Oktober 1976 – 21. Januar 1977                                                |
| 1977 | Costa Cordalis                           | Anita                                                         | 3      | 17. Oktober – 11. Februar                                                         |
| 1977 | Boney M.                                 | Ma Baker                                                      | 3      | 18. Juni – 8. Juli                                                                |
| 1977 | Boney M.                                 | Belfast                                                       | 10     | 19. November 1977 – 27. Januar 1978                                               |
| 1978 | Boney M.                                 | Rivers of Babylon                                             | 14     | 15. April – 21. Juli                                                              |
| 1978 | Boney M.                                 | Mary’s Boy Child/Oh My Lord                                   | 5      | 17. Dezember 1978 – 20. Januar 1979                                               |
| 1979 | Frank Duval & Orchestra                  | Todesengel                                                    | 4      | 23. Dezember 1979 – 19. Januar 1980                                               |
| 1980 | Frank Duval & Orchestra                  | Angel of Mine                                                 | 5      | 14. Dezember 1980 – 17. Januar 1981                                               |
| 1982 | Spider Murphy Gang                       | Skandal im Sperrbezirk                                        | 2      | 28. März – 10. April                                                              |
| 1982 | Nicole                                   | Ein bißchen Frieden                                           | 6      | 2. Mai – 12. Juni                                                                 |
| 1982 | Trio                                     | Da Da Da ich lieb dich nicht du liebst mich nicht aha aha aha | 5      | 13. Juni – 17. Juli                                                               |
| 1983 | Peter Schilling                          | Major Tom (völlig losgelöst)                                  | 5      | 13. Februar – 19. März                                                            |
| 1983 | Nena                                     | 99 Luftballons                                                | 2      | 20. März – 2. April                                                               |
| 1983 | Geier Sturzflug                          | Bruttosozialprodukt                                           | 4      | 22. Mai – 18. Juni                                                                |
| 1984 | Nena                                     | ? (Fragezeichen)                                              | 3      | 8. Januar – 28. Januar                                                            |
| 1984 | Nino de Angelo                           | Jenseits von Eden                                             | 5      | 29. Januar – 3. März                                                              |
| 1984 | Stefan Waggershausen & Alice             | Zu nah am Feuer                                               | 1      | 15. April – 21. April                                                             |
| 1984 | Alphaville                               | Big in Japan                                                  | 4      | 22. April – 19. Mai                                                               |
| 1985 | Modern Talking                           | You’re My Heart, You’re My Soul                               | 5      | 10. März – 13. April                                                              |
| 1985 | Sandra                                   | (I’ll Never Be) Maria Magdalena                               | 5      | 15. September – 19. Oktober, 27. Oktober – 2. November                            |
| 1985 | Modern Talking                           | Cheri, Cheri Lady                                             | 2      | 20. Oktober – 26. Oktober, 3. November – 9. November                              |
| 1986 | Münchener Freiheit                       | Ohne dich (schlaf ich heut Nacht nicht ein)                   | 5      | 30. März – 26. April, 4. Mai – 10. Mai                                            |
| 1989 | Milli Vanilli                            | Girl I’m Gonna Miss You                                       | 10     | 3. Dezember 1989 – 3. Februar 1990, 11. Februar 1990 – 17. Februar 1990           |
| 1990 | Snap!                                    | The Power                                                     | 4      | 6. Mai – 2. Juni                                                                  |
| 1990 | Matthias Reim                            | Verdammt, ich lieb’ Dich                                      | 13     | 8. Juli – 6. Oktober                                                              |
| 1990 | Enigma                                   | Sadeness (Part I)                                             | 11     | 16. Dezember 1990 – 2. März 1991                                                  |
| 1991 | Scorpions                                | Wind of Change                                                | 5      | 26. Mai – 1. Juni, 9. Juni – 15. Juni, 23. Juni – 29. Juni, 7. Juli – 20. Juli    |
| 1992 | U 96                                     | Das Boot                                                      | 8      | 8. März – 2. Mai                                                                  |
| 1992 | Snap!                                    | Rhythm Is a Dancer                                            | 14     | 28. Juni – 3. Oktober                                                             |
| 1992 | Die Fantastischen Vier                   | Die da                                                        | 5      | 13. Dezember 1992 – 16. Januar 1993                                               |
| 1993 | Haddaway                                 | What Is Love                                                  | 5      | 13. Juni – 17. Juli                                                               |
| 1993 | Culture Beat                             | Mr. Vain                                                      | 4      | 18. Juli – 14. August                                                             |
| 1996 | Mr. President                            | Coco Jamboo                                                   | 4      | 2. Juni – 8. Juni, 16. Juni – 22. Juni, 30. Juni – 13. Juli                       |
| 1996 | Die Toten Hosen                          | Zehn kleine Jägermeister                                      | 3      | 3. November – 23. November                                                        |
| 1996 | Tic Tac Toe                              | Verpiss’ dich                                                 | 3      | 14. Dezember 1996 – 4. Januar 1997                                                |
| 1997 | Tic Tac Toe                              | Warum?                                                        | 4      | 30. März – 26. April                                                              |
| 1997 | Nana                                     | Lonely                                                        | 1      | 8. Juni – 14. Juni                                                                |
| 1997 | Andrea Bocelli & Judy Weiss              | Vivo per lei (Ich lebe für sie)                               | 1      | 15. Juni – 21. Juni                                                               |
| 1998 | Die Ärzte                                | Ein Schwein namens Männer                                     | 3      | 24. Mai – 6. Juni, 14. Juni – 20. Juni                                            |
| 1998 | Oli.P                                    | Flugzeuge im Bauch                                            | 6      | 25. Oktober – 5. Dezember                                                         |
| 1999 | Lou Bega                                 | Mambo No. 5 (A Little Bit Of …)                               | 11     | 6. Juni – 21. August                                                              |
| 1999 | Oli.P                                    | So bist du (und wenn du gehst …)                              | 5      | 7. November – 11. Dezember                                                        |
| 2000 | Tom Jones & Mousse T.                    | Sex Bomb                                                      | 4      | 13. Februar – 11. März                                                            |
| 2000 | ATC                                      | Around the World (La La La La La)                             | 2      | 13. August – 26. August                                                           |
| 2001 | No Angels                                | Daylight in Your Eyes                                         | 6      | 25. Februar – 7. April                                                            |
| 2001 | Bro’Sis                                  | I Believe                                                     | 3      | 23. Dezember 2001 – 12. Januar 2002                                               |
| 2002 | Sarah Connor                             | From Sarah with Love                                          | 1      | 20. Januar – 26. Januar                                                           |
| 2003 | Deutschland sucht den Superstar          | We Have a Dream                                               | 1      | 9. Februar – 15. Februar                                                          |
| 2003 | Alexander Klaws                          | Take Me Tonight                                               | 4      | 30. März – 26. April                                                              |
| 2003 | Yvonne Catterfeld                        | Für dich                                                      | 3      | 1. Juni – 21. Juni                                                                |
| 2003 | Overground                               | Schick mir ’nen Engel                                         | 4      | 23. November – 20. Dezember                                                       |
| 2005 | Sarah Connor                             | Living to Love You                                            | 1      | 2. Januar – 8. Januar                                                             |
| 2005 | Nu Pagadi                                | Sweetest Poison                                               | 3      | 9. Januar – 29. Januar                                                            |
| 2005 | Schnappi                                 | Schnappi, das kleine Krokodil                                 | 8      | 6. Februar – 12. März, 20. März – 9. April                                        |
| 2006 | Tobias Regner                            | I Still Burn                                                  | 2      | 9. April – 22. April                                                              |
| 2006 | Monrose                                  | Shame                                                         | 2      | 17. Dezember – 30. Dezember                                                       |
| 2007 | Mark Medlock                             | Now or Never                                                  | 2      | 27. Mai – 9. Juni                                                                 |
| 2007 | Monrose                                  | Hot Summer                                                    | 2      | 12. August – 25. August                                                           |
| 2007 | Marquess                                 | Vayamos compañeros                                            | 1      | 26. August – 1. September                                                         |
| 2008 | Thomas Godoj                             | Love Is You                                                   | 1      | 8. Juni – 14. Juni                                                                |
| 2009 | Silbermond                               | Irgendwas bleibt                                              | 1      | 8. März – 14. März                                                                |
| 2009 | Daniel Schuhmacher                       | Anything But Love                                             | 1      | 31. Mai – 6. Juni                                                                 |
| 2010 | Mehrzad Marashi                          | Don’t Believe                                                 | 1      | 2. Mai – 8. Mai                                                                   |
| 2010 | Lena Meyer-Landrut                       | Satellite                                                     | 1      | 13. Juni – 19. Juni                                                               |
| 2011 | Pietro Lombardi                          | Call My Name                                                  | 2      | 22. Mai – 4. Juni                                                                 |
| 2011 | R.I.O. feat. U-Jean                      | Turn This Club Around                                         | 1      | 9. Oktober – 15. Oktober                                                          |
| 2012 | Asaf Avidan & The Mojos / Wankelmut      | One Day / Reckoning Song                                      | 7      | 2. September – 20. Oktober                                                        |
| 2013 | Milky Chance                             | Stolen Dance                                                  | 4      | 8. Dezember 2013 – 4. Januar 2014                                                 |
| 2014 | Mr. Probz / Robin Schulz                 | Waves (Robin Schulz Remix)                                    | 3      | 23. März – 12. April                                                              |
| 2014 | Cro                                      | Traum                                                         | 3      | 18. Mai – 24. Mai                                                                 |
| 2014 | Lilly Wood & the Prick & Robin Schulz    | Prayer in C (Robin Schulz Remix)                              | 17     | 15. Juni – 11. Oktober                                                            |
| 2015 | Omi / Felix Jaehn                        | Cheerleader (Felix Jaehn Remix)                               | 2      | 22. März – 4. April                                                               |
| 2015 | Álvaro Soler                             | El mismo sol                                                  | 1      | 19. Juli – 25. Juli                                                               |
| 2015 | Sido feat. Andreas Bourani               | Astronaut                                                     | 9      | 16. August – 5. September, 13. September – 17. Oktober, 25. Oktober – 31. Oktober |
| 2015 | Robin Schulz feat. Francesco Yates       | Sugar                                                         | 1      | 18. Oktober – 24. Oktober                                                         |
| 2016 | Glasperlenspiel                          | Geiles Leben                                                  | 2      | 31. Januar – 13. Februar                                                          |
| 2016 | Álvaro Soler                             | Sofia                                                         | 3      | 17. Juli – 23. Juli, 31. Juli – 6. August, 4. September – 10. September           |
| 2018 | Capital Bra feat. Juju                   | Melodien                                                      | 1      | 12. August – 18. August                                                           |
| 2019 | Shindy                                   | Dodi                                                          | 1      | 20. Januar – 26. Januar                                                           |
| 2019 | Eno feat. Mero                           | Ferrari                                                       | 1      | 17. Februar – 23. Februar                                                         |
| 2019 | Capital Bra feat. Samra                  | Wir ticken                                                    | 1      | 24. März – 30. März                                                               |
| 2019 | Rammstein                                | Deutschland                                                   | 1      | 7. April – 13. April                                                              |
| 2019 | Samra                                    | Harami                                                        | 1      | 14. April – 20. April                                                             |
| 2019 | Capital Bra feat. Summer Cem & KC Rebell | Rolex                                                         | 1      | 21. April – 27. April                                                             |
| 2019 | Capital Bra & Samra                      | Tilidin                                                       | 1      | 30. Juni – 6. Juli                                                                |
| 2020 | Apache 207                               | Fame                                                          | 1      | 17. Mai – 23. Mai                                                                 |
| 2022 | Luciano                                  | Beautiful Girl                                                | 3      | 8. Mai – 28. Mai                                                                  |
| 2022 | DJ Robin & Schürze                       | Layla                                                         | 4      | 24. Juli – 20. August                                                             |
| 2022 | Luciano feat. Aitch & Bia                | Bamba                                                         | 2      | 2. Oktober – 15. Oktober                                                          |
|      |                                          |                                                               | 396    |                                                                                   |

## Singapur

### Singles
| Jahr | Interpret                 | Titel      | Wochen | Zeitraum                 |
| ---- | ------------------------- | ---------- | ------ | ------------------------ |
| 2018 | Zedd, Maren Morris & Grey | The Middle | 2      | 6. April – 19. April     |
| 2022 | Kim Petras & Sam Smith    | Unholy     | 2      | 7. Oktober – 20. Oktober |
|      |                           |            | 4      |                          |

## Slowakei

### Singles (Digitál Top 100)
| Jahr | Interpret                             | Titel                            | Wochen | Zeitraum                                    |
| ---- | ------------------------------------- | -------------------------------- | ------ | ------------------------------------------- |
| 2013 | Asaf Avidan & The Mojos / Wankelmut   | One Day / Reckoning Song         | 5      | 04/2014 – 07/2014 09/2014                   |
| 2014 | Lilly Wood & the Prick & Robin Schulz | Prayer in C (Robin Schulz Remix) | 6      | 31/2014 – 32/2014 34/2014 – 37/2014         |
| 2022 | Kim Petras & Sam Smith                | Unholy                           | 8      | 39/2022 – 40/2022 46/2022 – 40/2022 48/2022 |
|      |                                       |                                  | 19     |                                             |

## Spanien

### Alben
| Jahr | Interpret | Titel     | Wochen | Zeitraum            |
| ---- | --------- | --------- | ------ | ------------------- |
| 2021 | Helloween | Helloween | 1      | 18. Juni – 24. Juni |
|      |           |           | 1      |                     |

### Singles
| Jahr | Interpret                             | Titel                                        | Wochen | Zeitraum                                                                       |
| ---- | ------------------------------------- | -------------------------------------------- | ------ | ------------------------------------------------------------------------------ |
| 1976 | Silver Convention                     | Fly, Robin, Fly                              | 6      | 15. April 1976 – 23. Mai 1976                                                  |
| 1977 | Boney M.                              | Daddy Cool                                   | 7      | 21. Februar 1977 – 10. April 1977                                              |
| 1977 | Boney M.                              | Belfast                                      | 1      | 19. Dezember 1977 – 25. Dezember 1977                                          |
| 1978 | Boney M.                              | Rivers of Babylon                            | 5      | 28. August 1978 – 1. Oktober 1978                                              |
| 1980 | Goombay Dance Band                    | Sun of Jamaica                               | 5      | 13. September 1980 – 17. Oktober 1980                                          |
| 1986 | Modern Talking                        | Brother Louie                                | 4      | 7. Juni 1986 – 4. Juli 1986                                                    |
| 1986 | Modern Talking                        | Geronimo’s Cadillac                          | 7      | 13. Dezember 1986 – 30. Januar 1987                                            |
| 1987 | C. C. Catch                           | Soul Survivor                                | 1      | 17. Dezember 1987 – 23. Dezember 1987                                          |
| 1988 | Milli Vanilli                         | Girl You Know It’s True                      | 3      | 31. Oktober 1988 – 20. November 1988                                           |
| 1990 | SNAP!                                 | The Power                                    | 1      | 16. Juni 1990 – 22. Juni 1990                                                  |
| 1990 | MC Sar & The Real McCoy               | It’s on You                                  | 2      | 8. September 1990 – 15. September 1990 22. September 1990 – 29. September 1990 |
| 1990 | SNAP!                                 | Cult of Snap                                 | 4      | 3. November 1990 – 30. November 1990                                           |
| 1991 | Enigma                                | Sadeness (Part I)                            | 7      | 26. Januar 1991 – 15. März 1991                                                |
| 1992 | SNAP!                                 | Rhythm Is a Dancer                           | 2      | 14. September 1992 – 20. September 1992, 28. September 1992 – 4. Oktober 1992  |
| 1993 | SNAP! feat. Niki Haris                | Exterminate!                                 | 1      | 18. Januar 1993 – 24. Januar 1993                                              |
| 1993 | Haddaway                              | What Is Love                                 | 4      | 26. Juli – 22. August                                                          |
| 1993 | Haddaway                              | Life                                         | 1      | 6. September – 13. September                                                   |
| 1994 | Jam & Spoon                           | Right in the Night (Fall in Love with Music) | 5      | 7. Februar 1994 – 6. März 1994, 14. März 1994 – 20. März 1994                  |
| 1994 | Scooter                               | Hyper Hyper                                  | 1      | 12. Dezember 1994 – 18. Dezember 1994                                          |
| 1995 | Sin with Sebastian                    | Shut Up (And Sleep with Me)                  | 5      | 2. Oktober 1995 – 5. November 1995                                             |
| 2001 | Blind Guardian                        | And Then There Was Silence                   | 2      | 16. Dezember 2001 – 29. Dezember 2001                                          |
| 2004 | Rammstein                             | Mein Teil                                    | 1      | 12. September 2004 – 17. September 2004                                        |
| 2014 | Lilly Wood & the Prick & Robin Schulz | Prayer in C (Robin Schulz Remix)             | 1      | 29. September 2014 – 5. Oktober 2014                                           |
|      |                                       |                                              | 76     |                                                                                |

## Tschechien

### Alben
| Jahr | Interpret | Titel                 | Wochen | Zeitraum                  |
| ---- | --------- | --------------------- | ------ | ------------------------- |
| 2009 | Rammstein | Liebe ist für alle da | 1      | 23. Oktober – 29. Oktober |
| 2022 | Rammstein | Zeit                  | 1      | 18/2022                   |
|      |           |                       | 2      |                           |

### Singles (Digital Top 100)
| Jahr | Interpret                             | Titel                            | Wochen | Zeitraum                   |
| ---- | ------------------------------------- | -------------------------------- | ------ | -------------------------- |
| 2014 | Lilly Wood & the Prick & Robin Schulz | Prayer in C (Robin Schulz Remix) | 4      | 34/2014 - 37/2014          |
| 2015 | Robin Schulz feat. Francesco Yates    | Sugar                            | 4      | 41/2015 – 43/2015, 03/2016 |
|      |                                       |                                  | 8      |                            |

## Ungarn

### Alben
| Jahr | Interpret         | Titel                                  | Wochen | Zeitraum                                    |
| ---- | ----------------- | -------------------------------------- | ------ | ------------------------------------------- |
| 1993 | Haddaway          | The Album                              | 2      | 27. September – 10. Oktober                 |
| 1996 | Scooter           | Our Happy Hardcore                     | 1      | 8. April – 14. April                        |
| 1996 | Mr. President     | We See the Same Sun                    | 1      | 27. Mai – 2. Juni                           |
| 1997 | Brooklyn Bounce   | The Beginning                          | 3      | 28. Juli – 17. August                       |
| 1998 | Modern Talking    | Back for Good                          | 9      | 27. April – 21. Juni, 3. August – 9. August |
| 1998 | Scooter           | No Time to Chill                       | 3      | 10. August – 30. August                     |
| 1999 | Modern Talking    | Alone                                  | 1      | 29. März – 4. April                         |
| 1999 | Lou Bega          | A Little Bit of Mambo                  | 1      | 27. September – 3. Oktober                  |
| 1999 | Scooter           | Back to the Heavyweight Jam            | 1      | 11. Oktober – 17. Oktober                   |
| 2020 | ManDoki Soulmates | Living in the Gap + Hungarian Pictures | 1      | 11. September – 17. September               |
|      |                   |                                        | 23     |                                             |

### Singles
| Jahr | Interpret                             | Titel                            | Wochen | Zeitraum                                                                                                |
| ---- | ------------------------------------- | -------------------------------- | ------ | --- |
| 2004 | Milk & Sugar                          | Let the Sunshine In              | 4      | 16. Februar – 7. März, 15. März – 21. März                                                              |
| 2009 | Oceana                                | Cry Cry                          | 3      | 14. September – 20. September, 5. Oktober – 11. Oktober, 28. Dezember 2009 – 3. Januar 2010             |
| 2014 | Mr. Probz / Robin Schulz              | Waves (Robin Schulz Remix)       | 2      | 21. April – 3. Mai                                                                                      |
| 2014 | Lilly Wood & the Prick & Robin Schulz | Prayer in C (Robin Schulz Remix) | 14     | 7. Juli – 14. September 29. September – 12. Oktober 20. Oktober – 2. November                           |
| 2015 | Fritz Kalkbrenner                     | Back Home                        | 1      | 26. Januar – 1. Februar                                                                                 |
| 2015 | Omi / Felix Jaehn                     | Cheerleader (Felix Jaehn Remix)  | 2      | 27. April – 3. Mai 15. Juni – 21. Juni                                                                  |
| 2015 | Felix Jaehn feat. Jasmine Thompson    | Ain’t Nobody (Loves Me Better)   | 2      | 29. Juni – 5. Juli 21. September – 27. September                                                        |
| 2017 | Robin Schulz feat. James Blunt        | OK                               | 10     | 28. Juli – 10. August 18. August – 7. September 29. September – 5. Oktober 9. März 2018 – 5. April 2018 |
| 2018 | Robin Schulz feat. Marc Scibilia      | Unforgettable                    | 2      | 27. Juli – 9. August                                                                                    |
| 2019 | Alle Farben feat. Ilira               | Fading                           | 3      | 21. Juni – 11. Juli                                                                                     |
| 2020 | Topic feat. A7S                       | Breaking Me                      | 14     | 19. Juni – 24. September                                                                                |
| 2021 | Jax Jones & Au/Ra                     | I Miss You                       | 2      | 19. Februar – 25. Februar 2. April – 8. April                                                           |
| 2021 | ATB × Topic × A7S                     | Your Love (9PM)                  | 2      | 19. März – 25. März 9. April – 15. April                                                                |
| 2022 | Kamrad                                | I Believe                        | 4      | 28. Oktober – 17. November 25. November – 1. Dezember                                                   |
| 2022 | Tomcraft feat. Ilira & Moguai         | Happiness                        | 1      | 18. Februar – 24. Februar                                                                               |
|      |                                       |                                  | 66     | |

## Vereinigte Staaten

### Alben
| Jahr | Interpret                          | Titel                   | Wochen | Zeitraum |
| ---- | ---------------------------------- | ----------------------- | ------ | --- |
| 1955 | Crazy Otto                         | Crazy Otto              | 2      | 28. Mai – 10. Juni 1955                                                                                            |
| 1961 | Bert Kaempfert                     | Wonderland by Night     | 5      | 23. Januar– 12. Februar, 20. Februar – 5. März 1961                                                                |
| 1989 | Milli Vanilli                      | Girl You Know It’s True | 7      | 23. September – 6. Oktober, 25. November – 15. Dezember, 23. Dezember – 29. Dezember, 13. Januar – 19. Januar 1990 |
| 1994 | Elton John, Tim Rice & Hans Zimmer | The Lion King (O.S.T.)  | 9      | 16. Juli – 16. September                                                                                           |
|      |                                    |                         | 23     | |

### Singles
| Jahr | Interpret              | Titel                           | Wochen | Zeitraum                                        |
| ---- | ---------------------- | ------------------------------- | ------ | ----------------------------------------------- |
| 1961 | Bert Kaempfert         | Wonderland by Night             | 3      | 9. Januar – 29. Januar                          |
| 1975 | Silver Convention      | Fly, Robin, Fly                 | 3      | 29. November – 19. Dezember                     |
| 1989 | Milli Vanilli          | Baby Don’t Forget My Number     | 1      | 1. Juli – 7. Juli                               |
| 1989 | Milli Vanilli          | Girl I’m Gonna Miss You         | 2      | 23. September – 6. Oktober                      |
| 1989 | Milli Vanilli          | Blame It on the Rain            | 2      | 25. November – 8. Dezember                      |
| 2015 | Omi / Felix Jaehn      | Cheerleader (Felix Jaehn Remix) | 6      | 19. Juli – 15. August 23. August – 5. September |
| 2022 | Kim Petras & Sam Smith | Unholy                          | 1      | 23. Oktober – 29. Oktober                       |
|      |                        |                                 | 18     |                                                 |

## Vereinigtes Königreich

### Alben
| Jahr | Interpret | Titel                      | Wochen | Zeitraum                      |
| ---- | --------- | -------------------------- | ------ | ----------------------------- |
| 1978 | Boney M.  | Nightflight to Venus       | 4      | 3. September – 30. September  |
| 1979 | Boney M.  | Oceans of Fantasy          | 1      | 23. September – 29. September |
| 1980 | Boney M.  | The Magic of Boney M.      | 2      | 11. Mai – 24. Mai             |
| 1991 | Enigma    | MCMXC a.D.                 | 1      | 20. Januar – 26. Januar       |
| 1994 | Enigma    | The Cross of Changes       | 1      | 13. Februar – 19. Februar     |
| 2008 | Scooter   | Jumping All Over the World | 1      | 10. Mai – 16. Mai             |
|      |           |                            | 10     |                               |

### Singles
| Jahr | Interpret                             | Titel                            | Wochen | Zeitraum                             |
| ---- | ------------------------------------- | -------------------------------- | ------ | ------------------------------------ |
| 1978 | Boney M.                              | Rivers of Babylon                | 5      | 7. Mai – 10. Juni                    |
| 1978 | Boney M.                              | Mary’s Boy Child / Oh My Lord    | 4      | 3. Dezember – 30. Dezember           |
| 1982 | Kraftwerk                             | Computer Love / The Model        | 1      | 31. Januar – 6. Februar              |
| 1982 | Goombay Dance Band                    | Seven Tears                      | 3      | 21. März – 10. April                 |
| 1982 | Nicole                                | A Little Peace                   | 2      | 9. Mai – 22. Mai                     |
| 1984 | Nena                                  | 99 Red Balloons                  | 3      | 26. Februar – 17. März               |
| 1990 | SNAP!                                 | The Power                        | 2      | 25. März – 7. April                  |
| 1991 | Enigma                                | Sadeness (Part I)                | 1      | 13. Januar – 19. Januar              |
| 1992 | SNAP!                                 | Rhythm Is a Dancer               | 6      | 2. August – 12. September            |
| 1993 | Culture Beat                          | Mr. Vain                         | 4      | 22. August – 18. September           |
| 1999 | ATB                                   | 9 PM (Till I Come)               | 2      | 27. Juni – 10. Juli                  |
| 1999 | Lou Bega                              | Mambo No. 5 (A Little Bit of…)   | 2      | 29. August – 11. September           |
| 2000 | Fragma                                | Toca’s Miracle                   | 2      | 16. April – 29. April                |
| 2002 | DJ Sammy & Yanou feat. Do             | Heaven                           | 1      | 3. November – 9. November            |
| 2003 | Tomcraft                              | Loneliness                       | 1      | 4. Mai – 10. Mai                     |
| 2009 | Cascada                               | Evacuate the Dancefloor          | 2      | 5. Juli – 18. Juli                   |
| 2014 | Mr. Probz / Robin Schulz              | Waves (Robin Schulz Remix)       | 2      | 27. April – 3. Mai 11. Mai – 17. Mai |
| 2014 | Lilly Wood & the Prick & Robin Schulz | Prayer in C (Robin Schulz Remix) | 2      | 31. August – 13. September           |
| 2015 | Omi / Felix Jaehn                     | Cheerleader (Felix Jaehn Remix)  | 4      | 3. Mai – 30. Mai                     |
| 2022 | Kim Petras & Sam Smith                | Unholy                           | 4      | 30. September – 27. Oktober          |
|      |                                       |                                  | 53     |                                      |

## Ranglisten

### Alben
| Rang | Album                  | Interpret      | Wochen | Anzahl |
| ---- | ---------------------- | -------------- | ------ | ------ |
| 1    | Back for Good          | Modern Talking | 34     | 6      |
| 2    | Farbenspiel            | Helene Fischer | 30     | 2      |
| 3    | Strike!                | The Baseballs  | 23     | 4      |
| 4    | Unbetitelt             | Rammstein      | 22     | 12     |
| 5    | Zeit                   | Rammstein      | 22     | 11     |
| 6    | Nightflight to Venus   | Boney M.       | 21     | 4      |
| 7    | Love for Sale          | Boney M.       | 18     | 2      |
| 8    | The Lion King (O.S.T.) | Hans Zimmer    | 15     | 3      |
| 9    | DÖF                    | DÖF            | 14     | 1      |
| 10   | ? (Fragezeichen)       | Nena           | 11     | 2      |

| Rang | Album                  | Interpret      | Anzahl | Wochen |
| ---- | ---------------------- | -------------- | ------ | ------ |
| 1    | Unbetitelt             | Rammstein      | 12     | 22     |
| 2    | Zeit                   | Rammstein      | 11     | 22     |
| 3    | Back for Good          | Modern Talking | 6      | 34     |
| 4    | Liebe ist für alle da  | Rammstein      | 6      | 8      |
| 5    | Strike!                | The Baseballs  | 4      | 23     |
| 6    | Nightflight to Venus   | Boney M.       | 4      | 21     |
| 7    | A Little Bit of Mambo  | Lou Bega       | 4      | 9      |
| 8    | The Lion King (O.S.T.) | Hans Zimmer    | 3      | 15     |
| 9    | Eterno agosto          | Álvaro Soler   | 3      | 9      |
| 10   | Reise, Reise           | Rammstein      | 3      | 7      |

| Rang | Interpret          | Wochen | Anzahl Tonträger |
| ---- | ------------------ | ------ | ---------------- |
| 1    | Rammstein          | 70     | 9                |
| 2    | Boney M.           | 56     | 5                |
| 3    | Helene Fischer     | 52     | 7                |
| 4    | Herbert Grönemeyer | 49     | 9                |
| 5    | Modern Talking     | 44     | 4                |
| 6    | Andrea Berg        | 29     | 11               |
| 7    | Nena               | 28     | 4                |
| 8    | Milli Vanilli      | 26     | 3                |
| 9    | The Baseballs      | 26     | 2                |
| 10   | Die Amigos         | 25     | 14               |

| Rang | Interpret      | Anzahl Länder | Wochen |
| ---- | -------------- | ------------- | ------ |
| 1    | Rammstein      | 14            | 70     |
| 2    | Modern Talking | 6             | 44     |
| 3    | The Baseballs  | 5             | 26     |
| 3    | Milli Vanilli  | 5             | 26     |
| 5    | Boney M.       | 4             | 56     |
| 6    | Hans Zimmer    | 4             | 16     |
| 7    | Scooter        | 4             | 15     |
| 8    | Enigma         | 4             | 10     |
| 9    | Lou Bega       | 4             | 9      |
| 10   | Helene Fischer | 3             | 52     |

| Rang | Interpret          | Anzahl Tonträger | Wochen |
| ---- | ------------------ | ---------------- | ------ |
| 1    | Die Amigos         | 14               | 25     |
| 2    | Andrea Berg        | 11               | 29     |
| 3    | Bushido            | 10               | 16     |
| 4    | Rammstein          | 9                | 70     |
| 5    | Herbert Grönemeyer | 9                | 49     |
| 6    | Farid Bang         | 8                | 12     |
| 7    | Helene Fischer     | 7                | 52     |
| 8    | Xavier Naidoo      | 7                | 15     |
| 9    | Kollegah           | 6                | 12     |
| 10   | Fantasy            | 6                | 8      |

### Singles
| Rang | Album                                      | Interpret    | Wochen | Anzahl |
| ---- | ------------------------------------------ | ------------ | ------ | ------ |
| 1    | Prayer in C (Robin Schulz Remix)           | Robin Schulz | 128    | 19     |
| 2    | Mambo No. 5 (A Little Bit of …)            | Lou Bega     | 112    | 14     |
| 3    | Rivers of Babylon                          | Boney M.     | 96     | 11     |
| 4    | Cheerleader (Felix Jaehn Remix)            | Felix Jaehn  | 85     | 14     |
| 5    | Rhythm Is a Dancer                         | Snap!        | 58     | 9      |
| 6    | Daddy Cool                                 | Boney M.     | 57     | 6      |
| 7    | What Is Love                               | Haddaway     | 51     | 12     |
| 8    | Sadeness (Part I)                          | Enigma       | 51     | 11     |
| 9    | Unholy                                     | Kim Petras   | 49     | 12     |
| 10   | One Day / Reckoning Song (Wankelmut Remix) | Wankelmut    | 47     | 8      |

| Rang | Album                            | Interpret    | Anzahl | Wochen |
| ---- | -------------------------------- | ------------ | ------ | ------ |
| 1    | Prayer in C (Robin Schulz Remix) | Robin Schulz | 19     | 128    |
| 2    | Mambo No. 5 (A Little Bit of …)  | Lou Bega     | 14     | 112    |
| 3    | Cheerleader (Felix Jaehn Remix)  | Felix Jaehn  | 14     | 85     |
| 4    | What Is Love                     | Haddaway     | 12     | 51     |
| 5    | Unholy                           | Kim Petras   | 12     | 49     |
| 6    | Rivers of Babylon                | Boney M.     | 11     | 96     |
| 7    | Sadeness (Part I)                | Enigma       | 11     | 51     |
| 8    | 99 Luftballons                   | Nena         | 10     | 33     |
| 9    | Rhythm Is a Dancer               | Snap!        | 9      | 58     |
| 10   | Waves (Robin Schulz Remix)       | Robin Schulz | 9      | 27     |

| Rang | Interpret    | Wochen | Anzahl Tonträger |
| ---- | ------------ | ------ | ---------------- |
| 1    | Boney M.     | 257    | 11               |
| 2    | Robin Schulz | 183    | 7                |
| 3    | Lou Bega     | 112    | 1                |
| 4    | Felix Jaehn  | 90     | 3                |
| 5    | Snap!        | 74     | 4                |
| 6    | Enigma       | 56     | 3                |
| 6    | Haddaway     | 56     | 3                |
| 8    | Kim Petras   | 49     | 1                |
| 9    | Wankelmut    | 48     | 2                |
| 10   | Nena (Band)  | 41     | 3                |

| Rang | Interpret    | Anzahl Länder | Wochen |
| ---- | ------------ | ------------- | ------ |
| 1    | Robin Schulz | 19            | 183    |
| 2    | Lou Bega     | 14            | 112    |
| 3    | Felix Jaehn  | 14            | 90     |
| 4    | Haddaway     | 13            | 56     |
| 5    | Boney M.     | 12            | 257    |
| 6    | Kim Petras   | 12            | 49     |
| 7    | Enigma       | 11            | 56     |
| 8    | Nena         | 10            | 41     |
| 9    | Snap!        | 9             | 74     |
| 10   | Wankelmut    | 8             | 48     |

| Rang | Interpret      | Anzahl Tonträger | Wochen |
| ---- | -------------- | ---------------- | ------ |
| 1    | Boney M.       | 11               | 257    |
| 2    | Bonez MC       | 9                | 11     |
| 3    | Robin Schulz   | 7                | 183    |
| 4    | Scooter        | 6                | 19     |
| 5    | Samra          | 6                | 10     |
| 6    | Modern Talking | 5                | 40     |
| 7    | Milli Vanilli  | 5                | 37     |
| 8    | Snap!          | 4                | 74     |
| 9    | Álvaro Soler   | 4                | 26     |
| 10   | Tokio Hotel    | 4                | 10     |

### Alben + Singles
| Rang | Interpret      | Wochen Alben | Wochen Singles | Wochen Gesamt |
| ---- | -------------- | ------------ | -------------- | ------------- |
| 1    | Boney M.       | 57           | 257            | 313           |
| 2    | Robin Schulz   | 1            | 184            | 185           |
| 3    | Lou Bega       | 9            | 112            | 121           |
| 4    | Felix Jaehn    | —            | 89             | 89            |
| 5    | Modern Talking | 44           | 40             | 84            |
| 6    | Snap!          | —            | 74             | 74            |
| 7    | Enigma         | 10           | 56             | 66            |
| 8    | Milli Vanilli  | 26           | 37             | 63            |
| 9    | Haddaway       | 2            | 56             | 58            |
| 10   | Nena           | 21           | 36             | 57            |

| Rang | Interpret      | #1 Alben | #1 Singles | #1 Gesamt | Wochen Gesamt |
| ---- | -------------- | -------- | ---------- | --------- | ------------- |
| 1    | Robin Schulz   | 1        | 21         | 22        | 185           |
| 2    | Lou Bega       | 4        | 14         | 18        | 121           |
| 2    | Rammstein      | 14       | 3          | 17        | 52            |
| 3    | Boney M.       | 4        | 12         | 16        | 313           |
| 5    | Enigma         | 4        | 11         | 15        | 66            |
| 6    | Felix Jaehn    | —        | 14         | 14        | 89            |
| 7    | Haddaway       | 1        | 13         | 14        | 58            |
| 8    | Modern Talking | 6        | 6          | 12        | 84            |
| 9    | Milli Vanilli  | 5        | 7          | 12        | 63            |
| 10   | Nena           | 2        | 10         | 12        | 57            |

| Rang | Interpret          | #1 Alben | #1 Singles | #1 Gesamt | Wochen Gesamt |
| ---- | ------------------ | -------- | ---------- | --------- | ------------- |
| 1    | Boney M.           | 5        | 11         | 15        | 313           |
| 2    | Rammstein          | 8        | 4          | 12        | 52            |
| 3    | Die Amigos         | 12       | —          | 12        | 21            |
| 4    | Scooter            | 5        | 6          | 11        | 34            |
| 5    | Bushido            | 10       | 1          | 11        | 17            |
| 6    | Herbert Grönemeyer | 9        | 1          | 10        | 53            |
| 7    | Andrea Berg        | 10       | —          | 10        | 27            |
| 8    | Bonez MC           | 3        | 7          | 10        | 15            |
| 9    | Modern Talking     | 4        | 5          | 9         | 84            |
| 10   | Robin Schulz       | 1        | 7          | 8         | 185           |